# Franciaország az 1996. évi nyári olimpiai játékokon
Franciaország az egyesült államokbeli Atlantában megrendezett 1996. évi nyári olimpiai játékok egyik részt vevő nemzete volt. Az országot az olimpián 25 sportágban 301 sportoló képviselte, akik összesen 37 érmet szereztek.

## Érmesek
| Érem  | Versenyző                                                                 | Sportág       | Versenyszám                    |
| ----- | ------------------------------------------------------------------------- | ------------- | ------------------------------ |
| Arany | Jean Galfione                                                             | Atlétika      | Férfi rúdugrás                 |
| Arany | Marie-José Pérec                                                          | Atlétika      | Női 200 m                      |
| Arany | Marie-José Pérec                                                          | Atlétika      | Női 400 m                      |
| Arany | Djamel Bouras                                                             | Cselgáncs     | Férfi váltósúly                |
| Arany | David Douillet                                                            | Cselgáncs     | Férfi nehézsúly                |
| Arany | Marie-Claire Restoux                                                      | Cselgáncs     | Női harmatsúly                 |
| Arany | Franck Adisson Wilfrid Forgues                                            | Kajak-kenu    | Férfi szlalom kenu kettes      |
| Arany | Florian Rousseau                                                          | Kerékpározás  | Férfi egyéni időfutam          |
| Arany | Christophe Capelle Philippe Ermenault Jean-Michel Monin Francis Moreau    | Kerékpározás  | Férfi csapat üldözőverseny     |
| Arany | Jeannie Longo-Ciprelli                                                    | Kerékpározás  | Női egyéni mezőnyverseny       |
| Arany | Félicia Ballanger                                                         | Kerékpározás  | Női egyéni sprint              |
| Arany | Nathalie Even-Lancien                                                     | Kerékpározás  | Női pontverseny                |
| Arany | Jean-Pierre Amat                                                          | Sportlövészet | Férfi sportpuska összetett     |
| Arany | Laura Flessel-Colovic                                                     | Vívás         | Női párbajtőr, egyéni          |
| Arany | Laura Flessel-Colovic Sophie Moressée-Pichot Valérie Barlois-Mevel-Leroux | Vívás         | Női párbajtőr, csapat          |
| Ezüst | Ghani Yalouz                                                              | Birkózás      | Kötöttfogás, 68 kg             |
| Ezüst | Gilles Bosquet Daniel Fauché Bertrand Vecten Olivier Moncelet             | Evezés        | Férfi kormányos nélküli négyes |
| Ezüst | Philippe Ermenault                                                        | Kerékpározás  | Férfi egyéni üldözőverseny     |
| Ezüst | Jeannie Longo-Ciprelli                                                    | Kerékpározás  | Női egyéni időfutam            |
| Ezüst | Marion Clignet                                                            | Kerékpározás  | Női egyéni üldözőverseny       |
| Ezüst | Lionel Plumenail                                                          | Vívás         | Férfi tőr, egyéni              |
| Ezüst | Valérie Barlois-Mevel-Leroux                                              | Vívás         | Női párbajtőr, egyéni          |
| Bronz | Patricia Girard-Léno                                                      | Atlétika      | Női 100 m gát                  |
| Bronz | Christophe Gagliano                                                       | Cselgáncs     | Férfi könnyűsúly               |
| Bronz | Stéphane Traineau                                                         | Cselgáncs     | Férfi félnehézsúly             |
| Bronz | Christine Cicot                                                           | Cselgáncs     | Női nehézsúly                  |
| Bronz | Frédéric Kowal Samuel Barathay                                            | Evezés        | Férfi kétpárevezős             |
| Bronz | Michel Andrieux Jean-Christophe Rolland                                   | Evezés        | Férfi kormányos nélküli kettes |
| Bronz | Christine Gossé Hélène Cortin                                             | Evezés        | Női kormányos nélküli kettes   |
| Bronz | Patrice Estanguet                                                         | Kajak-kenu    | Férfi szlalom kenu egyes       |
| Bronz | Myriam Jerusalmi-Fox                                                      | Kajak-kenu    | Női szlalom kajak egyes        |
| Bronz | Miguel Martinez                                                           | Kerékpározás  | Férfi terep-kerékpározás       |
| Bronz | Alexandra Ledermann                                                       | Lovaglás      | Egyéni díjugratás              |
| Bronz | Jean-Pierre Amat                                                          | Sportlövészet | Férfi légpuska                 |
| Bronz | Franck Boidin                                                             | Vívás         | Férfi tőr, egyéni              |
| Bronz | Jean-Michel Henry Robert Leroux Éric Srecki                               | Vívás         | Férfi párbajtőr, csapat        |
| Bronz | Damien Touya                                                              | Vívás         | Férfi kard, egyéni             |

## Asztalitenisz
Férfi
| Versenyző                        | Versenyszám | Csoportkör | Csoportkör | Nyolcaddöntő                             | Negyeddöntő                                                              | Elődöntő          | Döntő             | Helyezés |
| Versenyző                        | Versenyszám | Ellenfél Eredmény | Hely.      | Ellenfél Eredmény                        | Ellenfél Eredmény                                                        | Ellenfél Eredmény | Ellenfél Eredmény | Helyezés |
| -------------------------------- | ----------- | --- | ---------- | ---------------------------------------- | ------------------------------------------------------------------------ | ----------------- | ----------------- | -------- |
| Patrick Chila                    | Egyes       | P csoport · Csetan Babúr (IND) · 2:1 · Segun Toriola (NGR) · 2:0 · Kalínikosz Kreánga (GRE) · 2:1                                                                                                 | 1.         | Jörg Roßkopf (GER) · 16–21, 16–21, 21–23 | kiesett                                                                  | kiesett           | kiesett           | 9.       |
| Jean-Philippe Gatien             | Egyes       | G csoport · Augusto Morales (CHI) · 2:0 · Cshö Gjongszob (PRK) · 2:0 · Petr Korbel (CZE) · 0:2 | 2.         | kiesett                                  | kiesett                                                                  | kiesett           | kiesett           | 17.      |
| Damien Éloi Jean-Philippe Gatien | Páros       | D csoport · Jamaica (JAM) · Michael Hyatt · Stephen Hylton · 2:0 · Észak-Korea (PRK) · Cshö Gjongszob · I Gunszang · 2:0 · Hongkong (HKG) · Chan Kong Wah · Lou Chűn-szung (Lo Chuen Tsung) · 2:0 | 1.         |                                          | Németország (GER) · Jörg Roßkopf · Steffen Fetzner · 12–21, 17–21, 10–21 | kiesett           | kiesett           | 5.       |
| Christophe Legoût Patrick Chila  | Páros       | C csoport · Svédország (SWE) · Peter Karlsson · Thomas von Scheele · 2:1 · Ghána (GHA) · Isaac Opoku · Winifred Addy · 2:0 · Kína (CHN) · Kong Linghui · Liu Guoliang · 0:2                       | 2.         |                                          | kiesett                                                                  | kiesett           | kiesett           | 9.       |

Női
| Versenyző                                | Versenyszám | Csoportkör                                                                                               | Csoportkör | Nyolcaddöntő      | Negyeddöntő       | Elődöntő          | Döntő             | Helyezés |
| Versenyző                                | Versenyszám | Ellenfél Eredmény                                                                                        | Hely.      | Ellenfél Eredmény | Ellenfél Eredmény | Ellenfél Eredmény | Ellenfél Eredmény | Helyezés |
| ---------------------------------------- | ----------- | --- | ---------- | ----------------- | ----------------- | ----------------- | ----------------- | -------- |
| Xiao-Ming Wang-Dréchou                   | Egyes       | B csoport · Szató Rika (JPN) · 0:2 · Qiao Hong (CHN) · 0:2 · Mary Musoke (UGA) · 2:0                     | 3.         | kiesett           | kiesett           | kiesett           | kiesett           | 33.      |
| Emmanuelle Coubat Xiao-Ming Wang-Dréchou | Páros       | A csoport · Kanada (CAN) · Barbara Chiu · Lijuan Geng · 2:0 · Kína (CHN) · Deng Yaping · Qiao Hong · 0:2 | 2.         |                   | kiesett           | kiesett           | kiesett           | 9.       |

## Atlétika
Férfi
| Versenyző                                                 | Versenyszám     | Előfutam      | Előfutam      | Előfutam      | Negyeddöntő | Negyeddöntő | Negyeddöntő | Elődöntő | Elődöntő | Elődöntő | Döntő         | Döntő         |
| Versenyző                                                 | Versenyszám     | Idő           | Hely.         | Össz.         | Idő         | Hely.       | Össz.       | Idő      | Hely.    | Össz.    | Idő           | Helyezés      |
| --------------------------------------------------------- | --------------- | ------------- | ------------- | ------------- | ----------- | ----------- | ----------- | -------- | -------- | -------- | ------------- | ------------- |
| Pascal Théophile                                          | 100 m           | 10,41         | 3.            | 43.*          | 10,38       | 6.          | 31.***      | kiesett  | kiesett  | kiesett  | kiesett       | kiesett       |
| Needy Guims                                               | 100 m           | 10,39         | 2.            | 37.*****      | 10,43       | 7.          | 35.*        | kiesett  | kiesett  | kiesett  | kiesett       | kiesett       |
| Jean-Louis Rapnouil                                       | 400 m           | 45,93         | 2.            | 25.           | 45,74       | 5.          | 26.         | kiesett  | kiesett  | kiesett  | kiesett       | kiesett       |
| Jimmy Jean-Joseph                                         | 800 m           | 1:45,64       | 4.            | 6.            |             |             |             | 1:48,50  | 6.       | 20.      | kiesett       | kiesett       |
| Bruno Konczylo                                            | 800 m           | 1:46,04       | 3.            | 12.           |             |             |             | 1:48,02  | 7.       | 18.      | kiesett       | kiesett       |
| Kader Chékhémani                                          | 1500 m          | 3:37,81       | 3.            | 13.           |             |             |             | 3:34,84  | 8.       | 8.       | kiesett       | kiesett       |
| Mickaël Damian                                            | 1500 m          | 3:39,21       | 8.            | 20.           |             |             |             | kiesett  | kiesett  | kiesett  | kiesett       | kiesett       |
| Éric Dubus                                                | 1500 m          | 3:47,01       | 9.            | 47.           |             |             |             | kiesett  | kiesett  | kiesett  | kiesett       | kiesett       |
| Mohamed Ezzher                                            | 10 000 m        | 29:55,34      | 18.           | 39.           |             |             |             |          |          |          | kiesett       | kiesett       |
| Abdellah Béhar                                            | 10 000 m        | nem ért célba | nem ért célba | nem ért célba |             |             |             |          |          |          | kiesett       | kiesett       |
| Vincent Clarico                                           | 110 m gát       | 13,52         | 2.            | 9.            | 13,57       | 4.          | 17.         | 13,43    | 5.       | 9.       | kiesett       | kiesett       |
| Émmanuel Romary                                           | 110 m gát       | 13,68         | 5.            | 22.           | 13,81       | 8.          | 28.         | kiesett  | kiesett  | kiesett  | kiesett       | kiesett       |
| Nadir Bosch                                               | 3000 m akadály  | 8:31,65       | 7.            | 17.           |             |             |             | 8:47,31  | 12.      | 23.      | kiesett       | kiesett       |
| Hermann Lomba Régis Groisard Pascal Théophile Needy Guims | 4 × 100 m váltó | 39,00         | 2.            | 8.            |             |             |             | 38,82    | 4.       | 8.       | nem ért célba | nem ért célba |
| Denis Langlois                                            | 20 km gyaloglás |               |               |               |             |             |             |          |          |          | 1:23:08       | 14.           |
| Jean-Olivier Brosseau                                     | 20 km gyaloglás |               |               |               |             |             |             |          |          |          | 1:26:29       | 35.           |
| Thierry Toutain                                           | 20 km gyaloglás |               |               |               |             |             |             |          |          |          | 1:21:56       | 10.           |
| Thierry Toutain                                           | 50 km gyaloglás |               |               |               |             |             |             |          |          |          | kizárták      | kizárták      |
| René Piller                                               | 50 km gyaloglás |               |               |               |             |             |             |          |          |          | 3:58:00       | 19.           |
| Martial Fesselier                                         | 50 km gyaloglás |               |               |               |             |             |             |          |          |          | 4:04:42       | 28.           |

| Versenyző         | Versenyszám   | Selejtező | Selejtező | Döntő    | Döntő    |
| Versenyző         | Versenyszám   | Eredmény  | Helyezés  | Eredmény | Helyezés |
| ----------------- | ------------- | --------- | --------- | -------- | -------- |
| Jean Galfione     | Rúdugrás      | 570 cm    | 5.*       | 592 cm   |          |
| Alain Andji       | Rúdugrás      | 570 cm    | 1.***     | 570 cm   | 9.*      |
| Emmanuel Bangué   | Távolugrás    | 809 cm    | 7.        | 819 cm   | 4.       |
| Raphaël Piolanti  | Kalapácsvetés | 76,44 m   | 9.        | 75,24 m  | 11.      |
| Christophe Épalle | Kalapácsvetés | 74,22 m   | 17.       | kiesett  | kiesett  |
| Gilles Dupray     | Kalapácsvetés | 74,04 m   | 19.       | kiesett  | kiesett  |

| Versenyző         | Versenyszám | 100 m | 100 m | Távolugrás | Távolugrás | Súlylökés | Súlylökés | Magasugrás | Magasugrás | 400 m | 400 m | 110 m gát | 110 m gát | Diszkoszvetés | Diszkoszvetés | Rúdugrás | Rúdugrás | Gerelyhajítás | Gerelyhajítás | 1500 m  | 1500 m | Végeredmény | Végeredmény |
| Versenyző         | Versenyszám | Idő   | Pont  | Eredmény   | Pont       | Eredmény  | Pont      | Eredmény   | Pont       | Idő   | Pont  | Idő       | Pont      | Eredmény      | Pont          | Eredmény | Pont     | Eredmény      | Pont          | Idő     | Pont   | Pont        | Helyezés    |
| ----------------- | ----------- | ----- | ----- | ---------- | ---------- | --------- | --------- | ---------- | ---------- | ----- | ----- | --------- | --------- | ------------- | ------------- | -------- | -------- | ------------- | ------------- | ------- | ------ | ----------- | ----------- |
| Christian Plaziat | Tízpróba    | 10,85 | 894   | 782 cm     | 1.015      | 14,85 m   | 780       | 204 cm     | 840        | 49,07 | 858   | 14,52     | 908       | 45,34 m       | 774           | 490 cm   | 880      | 52,18 m       | 621           | 4:35,00 | 712    | 8282        | 11.         |
| Sébastien Levicq  | Tízpróba    | 11,17 | 823   | 716 cm     | 852        | 14,05 m   | 731       | 192 cm     | 731        | 50,55 | 789   | 14,50     | 911       | 45,00 m       | 767           | 540 cm   | 1.035    | 64,42 m       | 805           | 4:29,50 | 748    | 8192        | 17.         |

Női
| Versenyző                                                                      | Versenyszám     | Előfutam | Előfutam | Előfutam | Negyeddöntő | Negyeddöntő | Negyeddöntő | Elődöntő | Elődöntő | Elődöntő | Döntő   | Döntő    |
| Versenyző                                                                      | Versenyszám     | Idő      | Hely.    | Össz.    | Idő         | Hely.       | Össz.       | Idő      | Hely.    | Össz.    | Idő     | Helyezés |
| ------------------------------------------------------------------------------ | --------------- | -------- | -------- | -------- | ----------- | ----------- | ----------- | -------- | -------- | -------- | ------- | -------- |
| Odiah Sidibé                                                                   | 100 m           | 11,40    | 3.       | 25.      | 11,38       | 4.          | 15.**       | 11,35    | 8.       | 16.      | kiesett | kiesett  |
| Marie-José Pérec                                                               | 200 m           | 22,62    | 1.       | 3.       | 22,24       | 1.          | 1.          | 22,07    | 1.       | 1.       | 22,12   |          |
| Marie-José Pérec                                                               | 400 m           | 51,82    | 3.       | 12.      | 51,00       | 1.          | 6.          | 49,19    | 1.       | 1.       | 48,25   |          |
| Patricia Djaté-Taillard                                                        | 800 m           | 1:58,98  | 2.       | 2.*      |             |             |             | 1:57,93  | 3.       | 3.       | 1:59,61 | 6.       |
| Viviane Dorsile                                                                | 800 m           | 2:00,02  | 4.       | 14.      |             |             |             | 2:00,68  | 7.       | 14.      | kiesett | kiesett  |
| Blandine Bitzner-Ducret                                                        | 1500 m          | 4:13,83  | 5.       | 21.      |             |             |             | 4:12,27  | 8.       | 16.      | kiesett | kiesett  |
| Frédérique Quentin                                                             | 1500 m          | 4:15,95  | 9.       | 27.      |             |             |             | kiesett  | kiesett  | kiesett  | kiesett | kiesett  |
| Farida Fatès                                                                   | 10 000 m        | 34:38,49 | 15.      | 15.      |             |             |             |          |          |          | kiesett | kiesett  |
| Chantal Dällenbach                                                             | 10 000 m        | 33:22,35 | 15.      | 34.      |             |             |             |          |          |          | kiesett | kiesett  |
| Nadia Prasad                                                                   | Maraton         |          |          |          |             |             |             |          |          |          | 2:50:05 | 56.      |
| Patricia Girard-Léno                                                           | 100 m gát       | 12,84    | 2.       | 6.       | 12,72       | 3.          | 5.          | 12,59    | 2.       | 2.       | 12,65   |          |
| Cécile Cinélu                                                                  | 100 m gát       | 13,05    | 6.       | 20.      | 13,06       | 6.          | 23.         | kiesett  | kiesett  | kiesett  | kiesett | kiesett  |
| Monique Éwanjé-Épée-Tourret                                                    | 100 m gát       | 13,12    | 4.       | 25.      | 13,17       | 7.          | 28.*        | kiesett  | kiesett  | kiesett  | kiesett | kiesett  |
| Sandra Citté Odiah Sidibé Patricia Girard-Léno Marie-José Pérec Delphine Combe | 4 × 100 m váltó | 43,09    | 2.       | 3.       |             |             |             |          |          |          | 42,76   | 6.       |
| Francine Landre Viviane Dorsile Évelyne Élien Elsa Devassoigne                 | 4 × 400 m váltó | 3:28,07  | 3.       | 8.       |             |             |             |          |          |          | 3:28,46 | 8.       |
| Nathalie Fortain                                                               | 10 km gyaloglás |          |          |          |             |             |             |          |          |          | 46:43   | 31.      |
| Valérie Lévêque-Nadaud                                                         | 10 km gyaloglás |          |          |          |             |             |             |          |          |          | 47:49   | 36.      |

| Versenyző                 | Versenyszám   | Selejtező | Selejtező | Döntő    | Döntő    |
| Versenyző                 | Versenyszám   | Eredmény  | Helyezés  | Eredmény | Helyezés |
| ------------------------- | ------------- | --------- | --------- | -------- | -------- |
| Isabelle Devaluez         | Diszkoszvetés | 55,08 m   | 37.       | kiesett  | kiesett  |
| Nadine Auzeil-Schoellkopf | Gerelyhajítás | 52,76 m   | 31.       | kiesett  | kiesett  |

* - egy másik versenyzővel azonos eredményt ért el

** - két másik versenyzővel azonos eredményt ért el

*** - három másik versenyzővel azonos eredményt ért el

***** - öt másik versenyzővel azonos eredményt ért el

## Birkózás
Kötöttfogású
| Versenyző    | Versenyszám | 32-es főtábla                     | Nyolcaddöntő                | Negyeddöntő       | Elődöntő                       | Vigaszág 2. kör   | Vigaszág 3. kör   | Vigaszág 4. kör   | Vigaszág 5. kör   | Vigaszág 6. kör   | Bronz- mérkőzés   | Döntő                     | Helyezés |
| Versenyző    | Versenyszám | Ellenfél Eredmény                 | Ellenfél Eredmény           | Ellenfél Eredmény | Ellenfél Eredmény              | Ellenfél Eredmény | Ellenfél Eredmény | Ellenfél Eredmény | Ellenfél Eredmény | Ellenfél Eredmény | Ellenfél Eredmény | Ellenfél Eredmény         | Helyezés |
| ------------ | ----------- | --------------------------------- | --------------------------- | ----------------- | ------------------------------ | ----------------- | ----------------- | ----------------- | ----------------- | ----------------- | ----------------- | ------------------------- | -------- |
| Ghani Yalouz | 68 kg       | Alekszandr Tretyjakov (RUS) · 8–0 | Mijake Jaszusi (JPN) · 10–0 | erőnyerő          | Kamandar Madzsidav (BLR) · 4–1 |                   |                   |                   |                   |                   |                   | Ryszard Wolny (POL) · 0–7 |          |

Szabadfogású
| Versenyző     | Versenyszám | 32-es főtábla                | Nyolcaddöntő                      | Negyeddöntő       | Elődöntő          | Vigaszág 2. kör   | Vigaszág 3. kör               | Vigaszág 4. kör   | Vigaszág 5. kör   | Vigaszág 6. kör   | Bronz- mérkőzés   | Döntő             | Helyezés |
| Versenyző     | Versenyszám | Ellenfél Eredmény            | Ellenfél Eredmény                 | Ellenfél Eredmény | Ellenfél Eredmény | Ellenfél Eredmény | Ellenfél Eredmény             | Ellenfél Eredmény | Ellenfél Eredmény | Ellenfél Eredmény | Ellenfél Eredmény | Ellenfél Eredmény | Helyezés |
| ------------- | ----------- | ---------------------------- | --------------------------------- | ----------------- | ----------------- | ----------------- | ----------------------------- | ----------------- | ----------------- | ----------------- | ----------------- | ----------------- | -------- |
| David Legrand | 52 kg       | Greg Fitzgerald (AUS) · 10–0 | Gholam Reza Mohammadi (IRI) · 0–5 |                   |                   |                   | Szaszajama Hideo (JPN) · 5–12 | kiesett           | kiesett           | kiesett           | kiesett           |                   | 12.      |

## Cselgáncs
Férfi
| Versenyző           | Versenyszám  | Selejtező         | 32-es főtábla                       | Nyolcaddöntő                  | Negyeddöntő               | Elődöntő                          | Vigaszág első kör               | Vigaszág negyeddöntő      | Vigaszág elődöntő            | Bronz- mérkőzés                | Döntő                    | Helyezés |
| Versenyző           | Versenyszám  | Ellenfél Eredmény | Ellenfél Eredmény                   | Ellenfél Eredmény             | Ellenfél Eredmény         | Ellenfél Eredmény                 | Ellenfél Eredmény               | Ellenfél Eredmény         | Ellenfél Eredmény            | Ellenfél Eredmény              | Ellenfél Eredmény        | Helyezés |
| ------------------- | ------------ | ----------------- | ----------------------------------- | ----------------------------- | ------------------------- | --------------------------------- | ------------------------------- | ------------------------- | ---------------------------- | ------------------------------ | ------------------------ | -------- |
| Franck Chambily     | Légsúly      | erőnyerő          | Marek Matuszek (SVK) · GY           | Girolamo Giovinazzo (ITA) · V |                           |                                   | Georgios Vazagkasvili (GEO) · V | kiesett                   | kiesett                      | kiesett                        |                          | 13.      |
| Larbi Ben Boudaoud  | Harmatsúly   | erőnyerő          | Henrique Guimarães (BRA) · V        | kiesett                       | kiesett                   | kiesett                           |                                 |                           |                              |                                |                          | 21.      |
| Christophe Gagliano | Könnyűsúly   | erőnyerő          | Sebastian Pereira (BRA) · V         |                               |                           |                                   | Salim Abanoz (TUR) · GY         | Steve Corkin (NZL) · GY   | Andrey Shturbabin (UZB) · GY | Khaliuny Boldbaatar (MGL) · GY |                          |          |
| Djamel Bouras       | Váltósúly    | erőnyerő          | Konsztantyin Szavcsiskin (RUS) · GY | Yuan Chao (CHN) · GY          | Gastón García (ARG) · GY  | Stefan Dott (GER) · GY            |                                 |                           |                              |                                | Koga Tosihiko (JPN) · GY |          |
| Darcel Yandzi       | Középsúly    | erőnyerő          | Ryan Birch (GBR) · GY               | David Wilkinson (AUS) · GY    | Adrian Croitoru (ROU) · V |                                   |                                 | Josida Hidehiko (JPN) · V | kiesett                      | kiesett                        |                          | 9.       |
| Stéphane Traineau   | Félnehézsúly | erőnyerő          | Leanyid Szvirid (BLR) · GY          | Daniel Gowing (NZL) · GY      | Nakamura Josio (JPN) · GY | Kim Minszu (Kim Min-su) (KOR) · V |                                 |                           |                              | Kovács Antal (HUN) · GY        |                          |          |
| David Douillet      | Nehézsúly    | erőnyerő          | Harry Van Barneveld (BEL) · GY      | Igor Muller (LUX) · GY        | Eric Krieger (AUT) · GY   | Ogava Naoja (JPN) · GY            |                                 |                           |                              |                                | Ernesto Pérez (ESP) · GY |          |

Női
| Versenyző               | Versenyszám  | Selejtező                  | Nyolcaddöntő                     | Negyeddöntő               | Elődöntő                    | Vigaszág első kör               | Vigaszág negyeddöntő         | Vigaszág elődöntő                     | Bronz- mérkőzés                 | Döntő                                  | Helyezés |
| Versenyző               | Versenyszám  | Ellenfél Eredmény          | Ellenfél Eredmény                | Ellenfél Eredmény         | Ellenfél Eredmény           | Ellenfél Eredmény               | Ellenfél Eredmény            | Ellenfél Eredmény                     | Ellenfél Eredmény               | Ellenfél Eredmény                      | Helyezés |
| ----------------------- | ------------ | -------------------------- | -------------------------------- | ------------------------- | --------------------------- | ------------------------------- | ---------------------------- | ------------------------------------- | ------------------------------- | -------------------------------------- | -------- |
| Sarah Nichilo-Rosso     | Légsúly      | Li Aiyue (CHN) · GY        | Cao Ngọc Phương Trịnh (VIE) · GY | Kje Szunhi (PRK) · V      |                             |                                 | Tamara Meijer (NED) · GY     | Małgorzata Roszkowska (POL) · GY      | Amarilys Savón (CUB) · V        |                                        | 5.       |
| Marie-Claire Restoux    | Harmatsúly   | erőnyerő                   | Cathy Grainger-Brain (AUS) · GY  | Marisa Pedulla (USA) · GY | Larysa Krause (POL) · GY    |                                 |                              |                                       |                                 | Hjon Szukhi (Hyeon Suk-Hui) (KOR) · GY |          |
| Magali Baton            | Könnyűsúly   | Driulys González (CUB) · V |                                  |                           |                             | Jessica Gal (NED) · GY          | Nicola Fairbrother (GBR) · V | kiesett                               | kiesett                         |                                        | 9.       |
| Cathérine Fleury-Vachon | Váltósúly    | erőnyerő                   | Emoto Júko (JPN) · V             |                           |                             | Tatyjana Bogomjagkova (RUS) · V | kiesett                      | kiesett                               | kiesett                         |                                        | 13.      |
| Alice Dubois            | Középsúly    | erőnyerő                   | Odalis Revé (CUB) · GY           | Mariela Spacek (AUT) · GY | Aneta Szczepańska (POL) · V |                                 |                              | Wang Xianbo (CHN) · V                 | kiesett                         |                                        | 5.       |
| Estha Essombe           | Félnehézsúly | Niki Jenkins (CAN) · GY    | Diadenys Luna (CUB) · GY         | Francis Gómez (VEN) · GY  | Tanabe Jóko (JPN) · V       |                                 |                              | Ylenia Scapin (ITA) · V               | kiesett                         |                                        | 5.       |
| Christine Cicot         | Nehézsúly    | erőnyerő                   | Beata Maksymowa (POL) · V        |                           |                             | erőnyerő                        | Heba Hefny (EGY) · GY        | Szon Hjonmi (Son Hyeon-Mi) (KOR) · GY | Szvetlana Gundarenko (RUS) · GY |                                        |          |

## Evezés
Férfi
| Versenyző                                                                | Versenyszám                          | Előfutam | Előfutam | 1. vigaszág | 1. vigaszág | 2. vigaszág | 2. vigaszág | Elődöntő | Elődöntő | Elődöntő | Döntő | Döntő   | Döntő | Helyezés |
| Versenyző                                                                | Versenyszám                          | Idő      | Hely.    | Idő         | Hely.       | Idő         | Hely.       | Típus    | Idő      | Hely.    | Típus | Idő     | Hely. | Helyezés |
| ------------------------------------------------------------------------ | ------------------------------------ | -------- | -------- | ----------- | ----------- | ----------- | ----------- | -------- | -------- | -------- | ----- | ------- | ----- | -------- |
| Frédéric Kowal Samuel Barathay                                           | Kétpárevezős                         | 6:44,01  | 1.       | erőnyerő    | erőnyerő    |             |             | A/B      | 6:32,86  | 1.       | A     | 6:19,85 | 3.    |          |
| Michel Andrieux Jean-Christophe Rolland                                  | Kormányos nélküli kettes             | 6:35,75  | 1.       | erőnyerő    | erőnyerő    |             |             | A/B      | 6:49,15  | 2.       | A     | 6:22,15 | 3.    |          |
| Yves Lamarque Vincent Lepvraud Sébastien Vielledent Frédéric LeClerc     | Négypárevezős                        | 6:12,69  | 4.       | 5:51,82     | 3.          |             |             | A/B      | 6:03,74  | 5.       | B     | 6:00,48 | 6.    | 12.      |
| Gilles Bosquet Daniel Fauché Bertrand Vecten Olivier Moncelet            | Kormányos nélküli négyes             | 6:18,70  | 3.       | erőnyerő    | erőnyerő    |             |             | A/B      | 6:09,58  | 1.       | A     | 6:07,03 | 2.    |          |
| Stéphane Barré Xavier Dorfmann Stéphane Guerinot Henri-Pierre Dall'acqua | Könnyűsúlyú kormányos nélküli négyes | 6:26,84  | 5.       | 5:59,95     | 3.          |             |             | A/B      | 6:15,75  | 4.       | B     | 6:02,39 | 1.    | 7.       |

Női
| Versenyző                       | Versenyszám              | Előfutam | Előfutam | Vigaszág | Vigaszág | Elődöntő | Elődöntő | Elődöntő | Döntő | Döntő   | Döntő | Helyezés |
| Versenyző                       | Versenyszám              | Idő      | Hely.    | Idő      | Hely.    | Típus    | Idő      | Hely.    | Típus | Idő     | Hely. | Helyezés |
| ------------------------------- | ------------------------ | -------- | -------- | -------- | -------- | -------- | -------- | -------- | ----- | ------- | ----- | -------- |
| Céline Garcia                   | Egypárevezős             | 8:10,22  | 4.       | 8:32,58  | 2.       | A/B      | 8:13,37  | 5.       | B     | 7:33,30 | 4.    | 10.      |
| Christine Gossé Hélène Cortin   | Kormányos nélküli kettes | 7:31,91  | 1.       | erőnyerő | erőnyerő | A/B      | 7:30,21  | 1.       | A     | 7:03,82 | 3.    |          |
| Myriam Lamolle Catherine Muller | Könnyűsúlyú kétpárevezős | 7:36,75  | 5.       | 7:03,27  | 3.       | A/B      | 7:20,11  | 5.       | B     | 7:09,95 | 4.    | 10.      |

## Íjászat
Férfi
| Versenyző                                    | Versenyszám | Selejtező | Selejtező | 64-es főtábla                           | 32-es főtábla                         | Nyolcaddöntő                                                                       | Negyeddöntő                          | Elődöntő          | Döntő             | Helyezés |
| Versenyző                                    | Versenyszám | Pont      | Kiemelt   | Ellenfél Eredmény                       | Ellenfél Eredmény                     | Ellenfél Eredmény                                                                  | Ellenfél Eredmény                    | Ellenfél Eredmény | Ellenfél Eredmény | Helyezés |
| -------------------------------------------- | ----------- | --------- | --------- | --------------------------------------- | ------------------------------------- | ---------------------------------------------------------------------------------- | ------------------------------------ | ----------------- | ----------------- | -------- |
| Lionel Torrés                                | Egyéni      | 644       | 45.       | Simon Fairweather (AUS) (20.) · 165–154 | Jamamoto Hirosi (JPN) (13.) · 164–163 | Andrés Anchondo (MEX) (29.) · 159–158                                              | Paul Vermeiren (BEL) (21.) · 106–111 | kiesett           | kiesett           | 8.       |
| Sébastien Flûte                              | Egyéni      | 644       | 46.       | Martinius Grov (NOR) (19.) · 158–161    | kiesett                               | kiesett                                                                            | kiesett                              | kiesett           | kiesett           | 39.      |
| Damien Letulle                               | Egyéni      | 657       | 26.       | Andrea Parenti (ITA) (39.) · 150–161    | kiesett                               | kiesett                                                                            | kiesett                              | kiesett           | kiesett           | 56.      |
| Sébastien Flûte Damien Letulle Lionel Torrés | Csapat      | 644       | 10.       |                                         |                                       | Finnország (FIN) · Jari Lipponen · Tomi Poikolainen · Tommi Tuovila (7.) · 244–245 | kiesett                              | kiesett           | kiesett           | 8.       |

Női
| Versenyző      | Versenyszám | Selejtező | Selejtező | 64-es főtábla                           | 32-es főtábla                                    | Nyolcaddöntő      | Negyeddöntő       | Elődöntő          | Döntő             | Helyezés |
| Versenyző      | Versenyszám | Pont      | Kiemelt   | Ellenfél Eredmény                       | Ellenfél Eredmény                                | Ellenfél Eredmény | Ellenfél Eredmény | Ellenfél Eredmény | Ellenfél Eredmény | Helyezés |
| -------------- | ----------- | --------- | --------- | --------------------------------------- | ------------------------------------------------ | ----------------- | ----------------- | ----------------- | ----------------- | -------- |
| Séverine Bonal | Egyéni      | 632       | 40.       | Hamdiah Damanhuri (INA) (25.) · 156–151 | Kim Gjonguk (Kim Gyeong-Uk) (KOR) (8.) · 153–159 | kiesett           | kiesett           | kiesett           | kiesett           | 20.      |

## Kajak-kenu

### Síkvízi
Férfi
| Versenyző                      | Versenyszám         | Előfutam | Előfutam | Előfutam | Vigaszág | Vigaszág | Vigaszág | Elődöntő | Elődöntő | Elődöntő | Döntő    | Döntő    |
| Versenyző                      | Versenyszám         | Idő      | Hely.    | Össz.    | Idő      | Hely.    | Össz.    | Idő      | Hely.    | Össz.    | Idő      | Helyezés |
| ------------------------------ | ------------------- | -------- | -------- | -------- | -------- | -------- | -------- | -------- | -------- | -------- | -------- | -------- |
| Vincent Olla                   | Kajak egyes 1000 m  | 3:58,075 | 5.       | 15.      | 4:04,147 | 2.       | 3.       | 3:51,537 | 8.       | 16.      | kiesett  | kiesett  |
| Pierre Lubac Patrick Lancereau | Kajak kettes 1000 m | 3:40,198 | 2.       | 6.       | erőnyerő | erőnyerő | erőnyerő | 3:18,722 | 2.       | 6.       | 3:11,402 | 5.       |
| Éric le Leuch                  | Kenu egyes 500 m    | 1:54,544 | 3.       | 14.      |          |          |          | 1:53,305 | 3.       | 3.       | kiesett  | kiesett  |
| Pascal Sylvoz                  | Kenu egyes 1000 m   | 4:33,618 | 6.       | 10.      |          |          |          | 4:11,483 | 2.       | 2.       | 3:59,014 | 5.       |

Női
| Versenyző                                | Versenyszám        | Előfutam | Előfutam | Előfutam | Vigaszág | Vigaszág | Vigaszág | Elődöntő | Elődöntő | Elődöntő | Döntő    | Döntő    |
| Versenyző                                | Versenyszám        | Idő      | Hely.    | Össz.    | Idő      | Hely.    | Össz.    | Idő      | Hely.    | Össz.    | Idő      | Helyezés |
| ---------------------------------------- | ------------------ | -------- | -------- | -------- | -------- | -------- | -------- | -------- | -------- | -------- | -------- | -------- |
| Anne Michaut                             | Kajak egyes 500 m  | 1:57,263 | 5.       | 11.      | 2:05,477 | 3.       | 9.       | 1:55,930 | 8.       | 17.      | kiesett  | kiesett  |
| Sabine Goetschy-Kleinhenz Séverine Loyau | Kajak kettes 500 m | 1:46,989 | 4.       | 9.       | 1:51,417 | 1.       | 1.       | 1:46,589 | 5.       | 9.       | 1:43,449 | 9.       |

### Szlalom
| Versenyző                      | Versenyszám       | Döntő    | Döntő    | Döntő    | Döntő    | Döntő         | Döntő         |
| Versenyző                      | Versenyszám       | 1. futam | 1. futam | 2. futam | 2. futam | Jobb eredmény | Jobb eredmény |
| Versenyző                      | Versenyszám       | Pont     | Hely.    | Pont     | Hely.    | Pont          | Helyezés      |
| ------------------------------ | ----------------- | -------- | -------- | -------- | -------- | ------------- | ------------- |
| Laurent Burtz                  | Férfi kajak egyes | 159,18   | 19.      | 144,33   | 3.       | 144,33        | 4.            |
| Jean-Yves Cheutin              | Férfi kajak egyes | 220,13   | 37.      | 153,95   | 17.      | 153,95        | 23.           |
| Patrice Estanguet              | Férfi kenu egyes  | 152,84   | 2.       | 160,89   | 4.       | 152,84        |               |
| Hervé Delamarre                | Férfi kenu egyes  | 155,98   | 4.       | 178,77   | 17.      | 155,98        | 5.            |
| Emmanuel Brugvin               | Férfi kenu egyes  | 163,28   | 9.       | 156,71   | 2.       | 156,71        | 6.            |
| Franck Adisson Wilfrid Forgues | Férfi kenu kettes | 192,85   | 10.      | 158,82   | 1.       | 158,82        |               |
| Emmanuel Del Rey Thierry Saïdi | Férfi kenu kettes | 173,43   | 3.       | 165,47   | 5.       | 165,47        | 5.            |
| Myriam Jerusalmi-Fox           | Női kajak egyes   | 175,22   | 4.       | 171,00   | 2.       | 171,00        |               |
| Anne Boixel                    | Női kajak egyes   | 172,79   | 2.       | 267,88   | 25.      | 172,79        | 6.            |

## Kerékpározás

### Hegyi-kerékpározás
| Versenyző          | Versenyszám        | Idő                | Helyezés |
| ------------------ | ------------------ | ------------------ | -------- |
| Miguel Martinez    | Férfi terepverseny | 2:20:36 (+0:02:58) |          |
| Christophe Dupouey | Férfi terepverseny | 2:25:03 (+0:07:25) | 4.       |
| Laurence Leboucher | Női terepverseny   | 1:59:00 (+0:08:09) | 11.      |
| Sandra Temporelli  | Női terepverseny   | 2:06:57 (+0:16:06) | 24.      |

### Országúti kerékpározás
Férfi
| Versenyző          | Versenyszám   | Idő                | Helyezés |
| ------------------ | ------------- | ------------------ | -------- |
| Laurent Jalabert   | Időfutam      | 1:07:34 (+0:03:29) | 13.      |
| Laurent Jalabert   | Mezőnyverseny | 4:56:43 (+2:47)    | 21.      |
| Richard Virenque   | Mezőnyverseny | 4:55:10 (+1:14)    | 5.       |
| Didier Rous        | Mezőnyverseny | 4:56:50 (+2:54)    | 83.      |
| Frédéric Moncassin | Mezőnyverseny | 4:56:55 (+2:59)    | 107.     |
| Laurent Brochard   | Mezőnyverseny | 4:56:33 (+2:37)    | 17.      |
| Laurent Brochard   | Időfutam      | 1:09:22 (+0:05:17) | 20.      |

Női
| Versenyző              | Versenyszám   | Idő                | Helyezés |
| ---------------------- | ------------- | ------------------ | -------- |
| Jeannie Longo-Ciprelli | Időfutam      | 0:37:00 (+0:00:20) |          |
| Jeannie Longo-Ciprelli | Mezőnyverseny | 2:36:13            |          |
| Catherine Marsal       | Mezőnyverseny | 2:37:06 (+0:53)    | 16.      |
| Marion Clignet         | Mezőnyverseny | 2:41:50 (+5:37)    | 38.      |
| Marion Clignet         | Időfutam      | 0:38:14 (+0:01:34) | 5.       |

### Pálya-kerékpározás
Sprintversenyek
| Versenyző         | Versenyszám  | Selejtező | Selejtező | 1. forduló                         | Vigaszág               | Vigaszág | 2. forduló                      | Vigaszág                                                    | Vigaszág | Nyolcaddöntő                | Vigaszág                                            | Vigaszág | Negyeddöntő                                 | 5–8. helyért                                                            | 5–8. helyért | Elődöntő                              | Döntő                                  | Helyezés |
| Versenyző         | Versenyszám  | Idő       | Hely.     | Ellenfél Győztes idő               | Ellenfelek Győztes idő | Hely.    | Ellenfél Győztes idő            | Ellenfelek Győztes idő                                      | Hely.    | Ellenfél Győztes idő        | Ellenfelek Győztes idő                              | Hely.    | Ellenfél Győztes idő                        | Ellenfelek Győztes idő                                                  | Hely.        | Ellenfél Győztes idő                  | Ellenfél Győztes idő                   | Helyezés |
| ----------------- | ------------ | --------- | --------- | ---------------------------------- | ---------------------- | -------- | ------------------------------- | ----------------------------------------------------------- | -------- | --------------------------- | --------------------------------------------------- | -------- | ------------------------------------------- | ----------------------------------------------------------------------- | ------------ | ------------------------------------- | -------------------------------------- | -------- |
| Frédéric Magné    | Férfi egyéni | 10,602    | 14.       | José Moreno (ESP) · 10,740         |                        |          | Florian Rousseau (FRA) · 10,745 | Martin Hrbáček (SVK) · José Antonio Escuredo (ESP) · 11,035 | 1.       | Gary Neiwand (AUS) · 11,625 | Pavel Buráň (CZE) · Viesturs Bērziņš (LAT) · 10,975 | 1.       | Curt Harnett (CAN) · 11,127; 11,022; 10,712 | Darryn Hill (AUS) · Eyk Pokorny (GER) · Florian Rousseau (FRA) · 11,072 | 2.           |                                       |                                        | 6.       |
| Florian Rousseau  | Férfi egyéni | 10,397    | 8.        | Jean-Pierre van Zyl (RSA) · 11,296 |                        |          | Frédéric Magné (FRA) · 10,745   |                                                             |          | Eyk Pokorny (GER) · 10,828  |                                                     |          | Jens Fiedler (GER) · 10,752; 10,957         | Darryn Hill (AUS) · Frédéric Magné (FRA) · Eyk Pokorny (GER) · 11,072   | 4.           |                                       |                                        | 8.       |
| Félicia Ballanger | Női egyéni   | 11,277    | 2.        | Mira Kasslin (FIN) · 11,901        |                        |          |                                 |                                                             |          |                             |                                                     |          | Erika Salumäe (EST) · 11,831; 12,082        |                                                                         |              | Annett Neumann (GER) · 12,022; 12,046 | Michelle Ferris (AUS) · 11,903; 12,096 |          |

Üldözőversenyek
| Versenyző                                                              | Versenyszám  | Selejtező | Selejtező | Negyeddöntő                                                                                | Negyeddöntő | Elődöntő                                                                                             | Elődöntő  | Döntő                                                                                              | Döntő     | Helyezés |
| Versenyző                                                              | Versenyszám  | Idő       | Hely.     | Ellenfél Idő                                                                               | Saját idő   | Ellenfél Idő                                                                                         | Saját idő | Ellenfél Idő                                                                                       | Saját idő | Helyezés |
| ---------------------------------------------------------------------- | ------------ | --------- | --------- | ------------------------------------------------------------------------------------------ | ----------- | --- | --------- | -------------------------------------------------------------------------------------------------- | --------- | -------- |
| Philippe Ermenault                                                     | Férfi egyéni | 4:21,295  | 2.        | Walter Pérez (ARG) · lekörözték                                                            | 4:22,826    | Alekszej Markov (RUS) · 4:26,828                                                                     | 4:24,082  | Andrea Collinelli (ITA) · 4:20,893                                                                 | 4:22,794  |          |
| Marion Clignet                                                         | Női egyéni   | 3:35,774  | 2.        | Rasa Mažeikytė (LTU) · 3:42,129                                                            | 3:36,446    | Judith Arndt (GER) · 3:38,744                                                                        | 3:35,412  | Antonella Bellutti (ITA) · 3:33,595                                                                | 3:38,571  |          |
| Christophe Capelle Philippe Ermenault Jean-Michel Monin Francis Moreau | Férfi csapat | 4:09,570  | 1.        | Új-Zéland (NZL) · Greg Henderson · Brendon Cameron · Tim Carswell · Julian Dean · 4:15,610 | 4:08,965    | Olaszország (ITA) · Adler Capelli · Mauro Trentini · Andrea Collinelli · Cristiano Citton · 4:08,460 | 4:06,880  | Oroszország (RUS) · Eduard Gricun · Nyikolaj Kuznyecov · Alekszej Markov · Anton Santir · 4:07,730 | 4:05,930  |          |

Időfutam
| Név              | Versenyszám  | Idő      | Helyezés |
| ---------------- | ------------ | -------- | -------- |
| Florian Rousseau | Férfi egyéni | 1:02,712 |          |

Pontversenyek
| Név                   | Versenyszám       | Pont | Körhátrány | Helyezés |
| --------------------- | ----------------- | ---- | ---------- | -------- |
| Francis Moreau        | Férfi pontverseny | 21   | 0          | 5.       |
| Nathalie Even-Lancien | Női pontverseny   | 24   | –          |          |

## Kézilabda

### Férfi
| Francia férfi kézilabdacsapat-játékoskeret | Francia férfi kézilabdacsapat-játékoskeret                                                                                                 |
| --- | --- |
| - Eric Amalou - Grégory Anquetil - Stéphane Cordinier - Yohan Delattre - Christian Gaudin - Stéphane Joulin - Guéric Kervadec - Denis Lathoud | - Pascal Mahé - Bruno Martini - Gaël Monthurel - Raoul Prandi - Jackson Richardson - Philippe Schaaf - Stéphane Stoecklin - Frédéric Volle |

#### Eredmények
Csoportkör
B csoport
| Csapat              | M | Gy | D | V | G+  | G–  | Gk  | P |
| ------------------- | - | -- | - | - | --- | --- | --- | - |
| Franciaország (FRA) | 5 | 4  | 0 | 1 | 145 | 114 | +31 | 8 |
| Spanyolország (ESP) | 5 | 4  | 0 | 1 | 114 | 97  | +17 | 8 |
| Egyiptom (EGY)      | 5 | 3  | 0 | 2 | 113 | 103 | +10 | 6 |
| Németország (GER)   | 5 | 3  | 0 | 2 | 121 | 112 | +9  | 6 |
| Algéria (ALG)       | 5 | 0  | 1 | 4 | 95  | 117 | –22 | 1 |
| Brazília (BRA)      | 5 | 0  | 1 | 4 | 100 | 145 | –45 | 1 |

| 1996. július 24. 11:45 | Franciaország (FRA) | 27–25  | Spanyolország (ESP) | Játékvezetők: Vladimir Vujnovic, Petar Mladinic (CRO) |
| 1996. július 24. 11:45 | Anquetil 5          | (10–9) | Urdiales 8          | Játékvezetők: Vladimir Vujnovic, Petar Mladinic (CRO) |
| 1996. július 24. 11:45 |                     |        |                     | Játékvezetők: Vladimir Vujnovic, Petar Mladinic (CRO) |

| 1996. július 25. 11:45 | Algéria (ALG) | 22–33   | Franciaország (FRA) | Játékvezetők: Bjorn Hogsnes, Svein Oeie (NOR) |
| 1996. július 25. 11:45 | Lamali 5      | (10–13) | Stoecklin 9         | Játékvezetők: Bjorn Hogsnes, Svein Oeie (NOR) |
| 1996. július 25. 11:45 |               |         |                     | Játékvezetők: Bjorn Hogsnes, Svein Oeie (NOR) |

| 1996. július 27. 20:45 | Franciaország (FRA) | 37–23   | Brazília (BRA) | Játékvezetők: Michel Moelle Mabounda, Daniel Mvoula (CGO) |
| 1996. július 27. 20:45 | Volle 14            | (16–10) | Miltinho 7     | Játékvezetők: Michel Moelle Mabounda, Daniel Mvoula (CGO) |
| 1996. július 27. 20:45 |                     |         |                | Játékvezetők: Michel Moelle Mabounda, Daniel Mvoula (CGO) |

| 1996. július 29. 10:00 | Egyiptom (EGY) | 20–25  | Franciaország (FRA) | Játékvezetők: Bjorn Hogsnes, Svein Oeie (NOR) |
| 1996. július 29. 10:00 | Soliman 5      | (9–12) | Lathoud 8           | Játékvezetők: Bjorn Hogsnes, Svein Oeie (NOR) |
| 1996. július 29. 10:00 |                |        |                     | Játékvezetők: Bjorn Hogsnes, Svein Oeie (NOR) |

| 1996. július 31. 16:15 | Franciaország (FRA) | 23–24   | Németország (GER) | Játékvezetők: Peter Brussel, Anton van Dongen (NED) |
| 1996. július 31. 16:15 | Prandi, Stoecklin 6 | (10–12) | Fegter 7          | Játékvezetők: Peter Brussel, Anton van Dongen (NED) |
| 1996. július 31. 16:15 |                     |         |                   | Játékvezetők: Peter Brussel, Anton van Dongen (NED) |

Elődöntő
| 1996. augusztus 2. 20:45 | Franciaország (FRA) | 20–24  | Horvátország (CRO) | Játékvezetők: Bjorn Hogsnes, Svein Oeie (NOR) |
| 1996. augusztus 2. 20:45 | Stoecklin 8         | (8–12) | Čavar 8            | Játékvezetők: Bjorn Hogsnes, Svein Oeie (NOR) |
| 1996. augusztus 2. 20:45 |                     |        |                    | Játékvezetők: Bjorn Hogsnes, Svein Oeie (NOR) |

Bronzmérkőzés
| 1996. augusztus 4. 11:00 | Spanyolország (ESP) | 27–25   | Franciaország (FRA) | Játékvezetők: Per Elbrond, Kjeld Lovquist (DEN) |
| 1996. augusztus 4. 11:00 | három játékos 5     | (13–12) | Cordinier 7         | Játékvezetők: Per Elbrond, Kjeld Lovquist (DEN) |
| 1996. augusztus 4. 11:00 |                     |         |                     | Játékvezetők: Per Elbrond, Kjeld Lovquist (DEN) |

| Csapat              | Helyezés |
| ------------------- | -------- |
| Franciaország (FRA) | 4.       |

## Labdarúgás

### Férfi
| Francia férfi labdarúgócsapat-játékoskeret | Francia férfi labdarúgócsapat-játékoskeret |
| --- | --- |
| - Lionel Letizi - Martin Djetou - Oumar Dieng - Jérôme Bonnissel - Florent Laville - Patrick Moreau - Claude Makélélé - Vikash Dhorasoo - Florian Maurice | - Antoine Sibierski - Robert Pirès - Geoffray Toyes - Vincent Candela - Olivier Dacourt - Tony Vairelles - Vincent Fernandez - Sylvain Wiltord - Sylvain Legwinski |

#### Eredmények
Csoportkör
B csoport
| Csapat              | M | Gy | D | V | Rg | Kg | Gk | P |
| ------------------- | - | -- | - | - | -- | -- | -- | - |
| Franciaország (FRA) | 3 | 2  | 1 | 0 | 5  | 2  | +3 | 7 |
| Spanyolország (ESP) | 3 | 2  | 1 | 0 | 5  | 3  | +2 | 7 |
| Ausztrália (AUS)    | 3 | 1  | 0 | 2 | 4  | 6  | –2 | 3 |
| Szaúd-Arábia (KSA)  | 3 | 0  | 0 | 3 | 2  | 5  | –3 | 0 |

| 1996. július 20. 18:30 |

| Franciaország (FRA)   | 2–0               | Ausztrália (AUS) |
| --------------------- | ----------------- | ---------------- |
| Pirès 11' Maurice 74' | (1–0) Jegyzőkönyv |                  |

| Orange Bowl, Miami Nézőszám: 14 322 Játékvezető: Roberto Ruben Ruscio (argentin) |

| 1996. július 22. 19:00 |

| Franciaország (FRA) | 1–1               | Spanyolország (ESP) |
| ------------------- | ----------------- | ------------------- |
| Legwinski 38'       | (1–0) Jegyzőkönyv | Óscar 80'           |

| Citrus Bowl, Orlando Nézőszám: 16 773 Játékvezető: Phirom Anpraszöt (thaiföldi) |

| 1996. július 24. 19:00 |

| Franciaország (FRA)                  | 2–1               | Szaúd-Arábia (KSA) |
| ------------------------------------ | ----------------- | ------------------ |
| Maurice 20' (11-esből) Sibierski 49' | (1–1) Jegyzőkönyv | Amín 26'           |

| Orange Bowl, Miami Nézőszám: 4615 Játékvezető: Benito Archundia (mexikói) |

Negyeddöntő
| 1996. július 27. 18:00 |

| Portugália (POR)                  | 2–1 (h. u.)            | Franciaország (FRA)    |
| --------------------------------- | ---------------------- | ---------------------- |
| Capucho 7' Calado 105' (11-esből) | (1–0, 1–1) Jegyzőkönyv | Maurice 49' (11-esből) |

| Orange Bowl, Miami Nézőszám: 22 339 Játékvezető: Pierluigi Collina (olasz) |

| Csapat              | Helyezés |
| ------------------- | -------- |
| Franciaország (FRA) | 5.       |

## Lovaglás
Díjlovaglás
| Versenyző                                                                 | Ló                            | Versenyszám | 1. kör | 1. kör | 2. kör  | 2. kör  | 3. kör  | 3. kör  | Végeredmény | Végeredmény |
| Versenyző                                                                 | Ló                            | Versenyszám | Pont   | Hely.  | Pont    | Hely.   | Pont    | Hely.   | Pont        | Helyezés    |
| ------------------------------------------------------------------------- | ----------------------------- | ----------- | ------ | ------ | ------- | ------- | ------- | ------- | ----------- | ----------- |
| Margit Otto-Crépin                                                        | Lucky Lord                    | Egyéni      | 71,32  | 7.     | 72,93   | 9.      | 75,55   | 6.      | 219,80      | 7.          |
| Dominique Brieussel                                                       | Akazie                        | Egyéni      | 66,00  | 22.    | 64,14   | 24.     | kiesett | kiesett | 130,14      | 23.         |
| Dominique d'Esmé                                                          | Thor                          | Egyéni      | 64,48  | 30.    | kiesett | kiesett | kiesett | kiesett | kiesett     | kiesett     |
| Margit Otto-Crépin Dominique Brieussel Dominique d'Esmé Marie-Hélène Syre | Lucky Lord Akazie Thor Marlon | Csapat      |        |        |         |         |         |         | 5045        | 5.          |

Díjugratás
| Versenyző                                                           | Ló                | Versenyszám | Selejtező | Selejtező | Selejtező | Selejtező | Selejtező | Selejtező | Selejtező | Selejtező | Döntő      | Döntő      | Döntő  | Döntő  | Végeredmény | Végeredmény |
| Versenyző                                                           | Ló                | Versenyszám | 1. kör    | 1. kör    | 2. kör    | 2. kör    | 2. kör    | 3. kör    | 3. kör    | 3. kör    | 1. kör     | 1. kör     | 2. kör | 2. kör | Végeredmény | Végeredmény |
| Versenyző                                                           | Ló                | Versenyszám | Bünt.     | Hely.     | Bünt.     | Össz.     | Hely.     | Bünt.     | Össz.     | Hely.     | Bünt.      | Hely.      | Bünt.  | Hely.  | Bünt.       | Helyezés    |
| ------------------------------------------------------------------- | ----------------- | ----------- | --------- | --------- | --------- | --------- | --------- | --------- | --------- | --------- | ---------- | ---------- | ------ | ------ | ----------- | ----------- |
| Alexandra Ledermann                                                 | Rochet M          | Egyéni      | 8,00      | 40.       | 4,00      | 12,00     | 22.       | 4,00      | 16,00     | 16.       | 4,00       | 3.**       |        |        | 4,00        | **          |
| Hervé Godignon                                                      | Viking du Tillard | Egyéni      | 4,25      | 34.       | 4,25      | 8,50      | 17.       | 0,00      | 8,50      | 7.        | 9,00       | 17.        |        |        | 9,00        | 17.         |
| Roger-Yves Bost                                                     | Souviens Toi III  | Egyéni      | 4,75      | 35.       | 8,00      | 12,75     | 32.       | 0,00      | 12,75     | 13.       | nem indult | nem indult |        |        | kiesett     | kiesett     |
| Patrice Delaveau                                                    | Roxane de Gruchy  | Egyéni      | 0,50      | 9.        | 8,00      | 8,50      | 17.       | 8,00      | 16,50     | 25.       | nem indult | nem indult |        |        | kiesett     | kiesett     |
| Hervé Godignon Alexandra Ledermann Roger-Yves Bost Patrice Delaveau | lásd fentebb      | Csapat      |           |           |           |           |           |           |           |           | 16,25      | 8.         | 4,00   | 2.*    | 20,25       | 4.          |

** - hat másik versenyzővel azonos eredményt ért el, szétugrásban a 2. helyen végzett, így bronzérmes lett
Lovastusa
| Versenyző                                                          | Ló                                                           | Versenyszám | Díjlovaglás | Díjlovaglás | Tereplovaglás | Tereplovaglás | Tereplovaglás | Díjugratás | Díjugratás | Végeredmény | Végeredmény |
| Versenyző                                                          | Ló                                                           | Versenyszám | Bünt.       | Hely.       | Bünt.         | Össz.         | Hely.         | Bünt.      | Hely.      | Bünt.       | Helyezés    |
| ------------------------------------------------------------------ | ------------------------------------------------------------ | ----------- | ----------- | ----------- | ------------- | ------------- | ------------- | ---------- | ---------- | ----------- | ----------- |
| Jean Teulère                                                       | Rodosto                                                      | Egyéni      | 41,20       | 5.          | 26,00         | 67,20         | 3.            | 10,00      | 11.        | 77,20       | 4.          |
| Didier Willefert                                                   | Seducteur Biolay                                             | Egyéni      | 42,60       | 7.          | 41,60         | 84,20         | 11.           | 5,00       | 5.         | 89,20       | 9.          |
| Marie-Christine Duroy                                              | Ut du Placineau                                              | Egyéni      | 47,80       | 10.         | nem ért célba | nem ért célba | nem ért célba | kiesett    | kiesett    | kiesett     | kiesett     |
| Jacques Dulcy Rodolphe Scherer Koris Vieules Marie-Christine Duroy | Upont Urane des Pins Tandresse de Canta Yarlands Summer Song | Csapat      | 162,40      | 8.          | 68,80         | 268,40        | 4.            | 39,25      | 7.         | 307,65      | 4.          |

* - egy másik csapattal azonos eredményt ért el

## Műugrás
Női
| Versenyző    | Versenyszám        | Selejtező | Selejtező | Elődöntő | Elődöntő | Döntő   | Döntő    |
| Versenyző    | Versenyszám        | Pont      | Helyezés  | Pont     | Helyezés | Pont    | Helyezés |
| ------------ | ------------------ | --------- | --------- | -------- | -------- | ------- | -------- |
| Julie Danaux | Egyéni toronyugrás | 201,27    | 29.       | kiesett  | kiesett  | kiesett | kiesett  |

## Ökölvívás
| Versenyző            | Versenyszám     | Selejtező                              | Nyolcaddöntő                      | Negyeddöntő                      | Elődöntő          | Döntő             | Helyezés |
| Versenyző            | Versenyszám     | Ellenfél Eredmény                      | Ellenfél Eredmény                 | Ellenfél Eredmény                | Ellenfél Eredmény | Ellenfél Eredmény | Helyezés |
| -------------------- | --------------- | -------------------------------------- | --------------------------------- | -------------------------------- | ----------------- | ----------------- | -------- |
| Rachid Bouaita       | Harmatsúly      | Bektasz Abubakirov (KAZ) · 10–4        | Gabriel Križan (SVK) · 13–6       | Arnaldo Mesa (CUB) · 8–15        | kiesett           | kiesett           | 5.       |
| Nordine Mouchi       | Kisváltósúly    | Ullah Usman (PAK) · KO                 | Szjarhej Bikovszki (BLR) · 17–6   | Oktay Urkal (GER) · 10–19        | kiesett           | kiesett           | 8.       |
| Hussein Bayram       | Váltósúly       | Marian Simion (ROU) · 6–13             | kiesett                           | kiesett                          | kiesett           | kiesett           | 17.      |
| Jean-Paul Mendy      | Középsúly       | Sven Ottke (GER) · 4–11                | kiesett                           | kiesett                          | kiesett           | kiesett           | 17.      |
| Jean-Louis Mandengue | Félnehézsúly    | Ayoub Pourtaghi Ghoushchi (IRI) · 21–9 | Daniel Andrade Júnior (BRA) · RSC | kiesett                          | kiesett           | kiesett           | 9.       |
| Christophe Mendy     | Nehézsúly       | erőnyerő                               | Ovidiu Bali (ROU) · RSC           | David Defiagbon (CAN) · kizárták | kiesett           | kiesett           | 6.       |
| Josue Blocus         | Szupernehézsúly | Jesús Guevara (VEN) · RSC              | Ədalət Məmmədov (AZE) · RSC       | kiesett                          | kiesett           | kiesett           | 9.       |

RSC - a mérkőzésvezető megállította a mérkőzést

## Öttusa
| Versenyző          | Lövészet | Lövészet | Lövészet | Úszás   | Úszás | Úszás | Vívás    | Vívás | Vívás  | Lovaglás | Lovaglás | Lovaglás | Lovaglás | Futás     | Futás | Futás | Összesen    | Összesen |
| Versenyző          | Pontszám | Pont     | Hely.    | Idő     | Pont  | Hely. | Eredmény | Pont  | Hely.  | Idő      | Hibapont | Pont     | Hely.    | Idő       | Pont  | Hely. | Összes pont | Helyezés |
| ------------------ | -------- | -------- | -------- | ------- | ----- | ----- | -------- | ----- | ------ | -------- | -------- | -------- | -------- | --------- | ----- | ----- | ----------- | -------- |
| Christophe Ruer    | 177      | 1060     | 14.*     | 3:16,26 | 1304  | 4.    | 15–16    | 790   | 18.*** | 1:21,85  | 120      | 965      | 16.      | 12:54,137 | 1244  | 10.   | 5363        | 12.      |
| Sébastien Deleigne | 178      | 1072     | 11.**    | 3:29,52 | 1196  | 26.   | 13–18    | 730   | 24.    | 1:24,73  | 150      | 926      | 23.      | 13:26,607 | 1147  | 21.   | 5071        | 26.      |

* - egy másik versenyzővel azonos eredményt ért el

** - két másik versenyzővel azonos eredményt ért el

*** - három másik versenyzővel azonos eredményt ért el

## Röplabda

### Strandröplabda

#### Férfi
| Versenyző                               | 1. forduló                                       | 2. forduló                                              | 3. forduló        | 4. forduló        | Reményág                                                | Reményág                                               | Reményág          | Reményág          | Reményág          | Elődöntő          | Döntő             | Helyezés |
| Versenyző                               | 1. forduló                                       | 2. forduló                                              | 3. forduló        | 4. forduló        | 1. forduló                                              | 2. forduló                                             | 3. forduló        | 4. forduló        | 5. forduló        | Elődöntő          | Döntő             | Helyezés |
| Versenyző                               | Ellenfél Eredmény                                | Ellenfél Eredmény                                       | Ellenfél Eredmény | Ellenfél Eredmény | Ellenfél Eredmény                                       | Ellenfél Eredmény                                      | Ellenfél Eredmény | Ellenfél Eredmény | Ellenfél Eredmény | Ellenfél Eredmény | Ellenfél Eredmény | Helyezés |
| --------------------------------------- | ------------------------------------------------ | ------------------------------------------------------- | ----------------- | ----------------- | ------------------------------------------------------- | ------------------------------------------------------ | ----------------- | ----------------- | ----------------- | ----------------- | ----------------- | -------- |
| Christian Penigaud Jean-Philippe Jodard | Észtország (EST) · Avo Keel · Kaido Kreen · 15–8 | Brazília (BRA) · Zé Marco de Melo · Emanuel Rego · 1–15 |                   |                   | Japán (JPN) · Takao Kazujuki · Szetojama Sódzsi · 15–12 | Ausztrália (AUS) · Julien Prosser · Leo Zahner · 13–15 | kiesett           | kiesett           | kiesett           | kiesett           | kiesett           | 13.      |

#### Női
| Versenyző                          | 1. forduló                                          | 2. forduló                                                | 3. forduló        | 4. forduló        | Reményág                                                    | Reményág                                            | Reményág          | Reményág          | Reményág          | Elődöntő          | Döntő             | Helyezés |
| Versenyző                          | 1. forduló                                          | 2. forduló                                                | 3. forduló        | 4. forduló        | 1. forduló                                                  | 2. forduló                                          | 3. forduló        | 4. forduló        | 5. forduló        | Elődöntő          | Döntő             | Helyezés |
| Versenyző                          | Ellenfél Eredmény                                   | Ellenfél Eredmény                                         | Ellenfél Eredmény | Ellenfél Eredmény | Ellenfél Eredmény                                           | Ellenfél Eredmény                                   | Ellenfél Eredmény | Ellenfél Eredmény | Ellenfél Eredmény | Ellenfél Eredmény | Ellenfél Eredmény | Helyezés |
| ---------------------------------- | --------------------------------------------------- | --------------------------------------------------------- | ----------------- | ----------------- | ----------------------------------------------------------- | --------------------------------------------------- | ----------------- | ----------------- | ----------------- | ----------------- | ----------------- | -------- |
| Anabelle Prawerman Brigitte Lesage | Mexikó (MEX) · Mayra Huerta · Velia Eguiluz · 15–11 | Egyesült Államok (USA) · Holly McPeak · Nancy Reno · 4–15 |                   |                   | Kanada (CAN) · Margo Malowney · Barb Broen-Ouelette · 15–13 | Japán (JPN) · Nakano Teruko · Isizaka Jukiko · 8–15 | kiesett           | kiesett           | kiesett           | kiesett           | kiesett           | 13.      |

## Sportlövészet
Férfi
| Versenyző         | Versenyszám           | Selejtező | Selejtező | Döntő   | Döntő    |
| Versenyző         | Versenyszám           | Pont      | Helyezés  | Pont    | Helyezés |
| ----------------- | --------------------- | --------- | --------- | ------- | -------- |
| Franck Dumoulin   | Légpisztoly           | 573       | 36.**     | kiesett | kiesett  |
| Franck Dumoulin   | Gyorstüzelő pisztoly  | 575       | 21.*      | kiesett | kiesett  |
| Franck Dumoulin   | Szabadpisztoly        | 560       | 11.***    | kiesett | kiesett  |
| Gérard Fernandez  | Szabadpisztoly        | 553       | 28.*      | kiesett | kiesett  |
| Gérard Fernandez  | Légpisztoly           | 579       | 12.****   | kiesett | kiesett  |
| Franck Badiou     | Légpuska              | 588       | 18.***    | kiesett | kiesett  |
| Jean-Pierre Amat  | Légpuska              | 591       | 4.****    | 693,1   |          |
| Jean-Pierre Amat  | Sportpuska, összetett | 1175      | 1.*       | 1,273,9 |          |
| Roger Chassat     | Sportpuska, összetett | 1156      | 35.*      | kiesett | kiesett  |
| Roger Chassat     | Sportpuska, fekvő     | 590       | 39.**     | kiesett | kiesett  |
| Michel Bury       | Sportpuska, fekvő     | 592       | 30.*****  | kiesett | kiesett  |
| Christophe Vicard | Trap                  | 117       | 37.****   | kiesett | kiesett  |
| Jean-Paul Gros    | Dupla trap            | 135       | 12.**     | kiesett | kiesett  |
| Marc Mennessier   | Dupla trap            | 131       | 17.*      | kiesett | kiesett  |
| Franck Durbesson  | Skeet                 | 121       | 9.*****   | kiesett | kiesett  |

Női
| Versenyző         | Versenyszám | Selejtező | Selejtező | Döntő   | Döntő    |
| Versenyző         | Versenyszám | Pont      | Helyezés  | Pont    | Helyezés |
| ----------------- | ----------- | --------- | --------- | ------- | -------- |
| Valérie Bellenoue | Légpuska    | 395       | 2.***     | 496,6   | 4.       |
| Carole Couesnon   | Légpuska    | 384       | 41.*      | kiesett | kiesett  |
| Muriel Bernard    | Dupla trap  | 98        | 14.       | kiesett | kiesett  |

* - egy másik versenyzővel azonos eredményt ért el

** - két másik versenyzővel azonos eredményt ért el

*** - három másik versenyzővel azonos eredményt ért el

**** - négy másik versenyzővel azonos eredményt ért el

***** - öt másik versenyzővel azonos eredményt ért el

## Súlyemelés
| Versenyző      | Versenyszám | Szakítás | Szakítás | Lökés    | Lökés    | Összesen | Helyezés |
| Versenyző      | Versenyszám | Eredmény | Helyezés | Eredmény | Helyezés | Összesen | Helyezés |
| -------------- | ----------- | -------- | -------- | -------- | -------- | -------- | -------- |
| Eric Bonnel    | 54 kg       | 115,0    | 6.*      | 135,0    | 13.*     | 250,0    | 11.      |
| Cédric Plançon | 91 kg       | 155,0    | 20.*     | 190,0    | 17.*     | 345,0    | 19.      |

* - másik versenyzővel azonos eredményt ért el

## Szinkronúszás
| Versenyző | Szabad gyakorlat | Szabad gyakorlat | Technikai gyakorlat | Technikai gyakorlat | Összesítés | Összesítés |
| Versenyző | Pont             | Hely.            | Pont                | Hely.               | Pont       | Helyezés   |
| --- | ---------------- | ---------------- | ------------------- | ------------------- | ---------- | ---------- |
| Marianne Aeschbacher Virginie Dedieu Julie Fabre Myriam Lignot Délphine Maréchal Charlotte Massardier Magali Rathier Éva Riffet Céline Levèque Isabelle Manable | 96,333           | 5.               | 95,600              | 5.                  | 96,076     | 5.         |

## Tenisz
Férfi
| Versenyző                      | Versenyszám | 64-es főtábla                     | 32-es főtábla                                                       | Nyolcaddöntő      | Negyeddöntő       | Elődöntő          | Bronz- mérkőzés   | Döntő             | Helyezés |
| Versenyző                      | Versenyszám | Ellenfél Eredmény                 | Ellenfél Eredmény                                                   | Ellenfél Eredmény | Ellenfél Eredmény | Ellenfél Eredmény | Ellenfél Eredmény | Ellenfél Eredmény | Helyezés |
| ------------------------------ | ----------- | --------------------------------- | ------------------------------------------------------------------- | ----------------- | ----------------- | ----------------- | ----------------- | ----------------- | -------- |
| Arnaud Boetsch                 | Egyes       | Brett Steven (NZL) · 6–2, 7–6     | Sergi Bruguera (ESP) · 6–7, 6–7                                     | kiesett           | kiesett           | kiesett           | kiesett           | kiesett           | 17.      |
| Guillaume Raoux                | Egyes       | Byron Black (ZIM) · 3–6, 6–3, 2–6 | kiesett                                                             | kiesett           | kiesett           | kiesett           | kiesett           | kiesett           | 33.      |
| Arnaud Boetsch Guillaume Raoux | Páros       |                                   | Ausztrália (AUS) · Todd Woodbridge · Mark Woodforde · 2–6, 6–3, 3–6 | kiesett           | kiesett           | kiesett           | kiesett           | kiesett           | 17.      |

Női
| Versenyző                    | Versenyszám | 64-es főtábla                          | 32-es főtábla                                                                 | Nyolcaddöntő                                                            | Negyeddöntő       | Elődöntő          | Bronz- mérkőzés   | Döntő             | Helyezés |
| Versenyző                    | Versenyszám | Ellenfél Eredmény                      | Ellenfél Eredmény                                                             | Ellenfél Eredmény                                                       | Ellenfél Eredmény | Ellenfél Eredmény | Ellenfél Eredmény | Ellenfél Eredmény | Helyezés |
| ---------------------------- | ----------- | -------------------------------------- | ----------------------------------------------------------------------------- | ----------------------------------------------------------------------- | ----------------- | ----------------- | ----------------- | ----------------- | -------- |
| Mary Pierce                  | Egyes       | Volha Barabanscsikava (BLR) · 6–3, 7–5 | Inés Gorrochategui (ARG) · 4–6, 6–1, 5–7                                      | kiesett                                                                 | kiesett           | kiesett           | kiesett           | kiesett           | 17.      |
| Nathalie Tauziat             | Egyes       | Gabriela Sabatini (ARG) · 5–7, 2–6     | kiesett                                                                       | kiesett                                                                 | kiesett           | kiesett           | kiesett           | kiesett           | 33.      |
| Mary Pierce Nathalie Tauziat | Páros       |                                        | Lengyelország (POL) · Magdalena Grzybowska · Aleksandra Olsza · 6–2, 3–6, 6–0 | Egyesült Államok (USA) · Gigi Fernández · Mary Joe Fernández · 4–6, 3–6 | kiesett           | kiesett           | kiesett           | kiesett           | 9.       |

## Tollaslabda
| Versenyző       | Versenyszám | Selejtező                  | 32-es főtábla                                  | Nyolcaddöntő      | Negyeddöntő       | Elődöntő          | Döntő             | Helyezés |
| Versenyző       | Versenyszám | Ellenfél Eredmény          | Ellenfél Eredmény                              | Ellenfél Eredmény | Ellenfél Eredmény | Ellenfél Eredmény | Ellenfél Eredmény | Helyezés |
| --------------- | ----------- | -------------------------- | ---------------------------------------------- | ----------------- | ----------------- | ----------------- | ----------------- | -------- |
| Étienne Thobois | Férfi egyes | Sun Jun (CHN) · 5–15, 6–15 | kiesett                                        | kiesett           | kiesett           | kiesett           | kiesett           | 33.      |
| Sandra Dimbour  | Női egyes   | erőnyerő                   | Kim Dzsihjon (Kim Ji-hyeon) (KOR) · 2–11, 3–11 | kiesett           | kiesett           | kiesett           | kiesett           | 17.      |

## Torna
Férfi
| Versenyző | Versenyszám      | Selejtező | Selejtező | Döntő    | Döntő    |
| Versenyző | Versenyszám      | Pontszám  | Helyezés  | Pontszám | Helyezés |
| --- | ---------------- | --------- | --------- | -------- | -------- |
| Sébastien Tayac                                                                                                   | Talaj            | 19,087    | 27.       | kiesett  | kiesett  |
| Sébastien Tayac                                                                                                   | Ugrás            | 18,800    | 55.**     | kiesett  | kiesett  |
| Sébastien Tayac                                                                                                   | Korlát           | 18,575    | 50.**     | kiesett  | kiesett  |
| Sébastien Tayac                                                                                                   | Nyújtó           | 19,112    | 23.**     | kiesett  | kiesett  |
| Sébastien Tayac                                                                                                   | Gyűrű            | 18,675    | 56.       | kiesett  | kiesett  |
| Sébastien Tayac                                                                                                   | Lólengés         | 18,837    | 36.**     | kiesett  | kiesett  |
| Sébastien Tayac                                                                                                   | Egyéni összetett | 113,086   | 27.       | 56,699   | 26.      |
| Frédérick Nicolas                                                                                                 | Talaj            | 18,400    | 72.**     | kiesett  | kiesett  |
| Frédérick Nicolas                                                                                                 | Ugrás            | 18,575    | 76.****   | kiesett  | kiesett  |
| Frédérick Nicolas                                                                                                 | Korlát           | 18,550    | 53.*      | kiesett  | kiesett  |
| Frédérick Nicolas                                                                                                 | Nyújtó           | 18,900    | 42.*      | kiesett  | kiesett  |
| Frédérick Nicolas                                                                                                 | Gyűrű            | 18,575    | 60.***    | kiesett  | kiesett  |
| Frédérick Nicolas                                                                                                 | Lólengés         | 18,500    | 61.       | kiesett  | kiesett  |
| Frédérick Nicolas                                                                                                 | Egyéni összetett | 111,500   | 39.       | 55,862   | 33.      |
| Patrice Casimir                                                                                                   | Talaj            | 18,575    | 63.       | kiesett  | kiesett  |
| Patrice Casimir                                                                                                   | Ugrás            | 18,937    | 46.*      | kiesett  | kiesett  |
| Patrice Casimir                                                                                                   | Korlát           | 18,625    | 46.**     | kiesett  | kiesett  |
| Patrice Casimir                                                                                                   | Nyújtó           | 18,962    | 34.*      | kiesett  | kiesett  |
| Patrice Casimir                                                                                                   | Gyűrű            | 18,900    | 35.**     | kiesett  | kiesett  |
| Patrice Casimir                                                                                                   | Lólengés         | 19,425    | 5.*       | 9,762    | 4.       |
| Patrice Casimir                                                                                                   | Egyéni összetett | 113,424   | 23.       | kiesett  | kiesett  |
| Frédéric Lemoine                                                                                                  | Talaj            | 18,650    | 58.*      | kiesett  | kiesett  |
| Frédéric Lemoine                                                                                                  | Ugrás            | 9,200     | 104.*     | kiesett  | kiesett  |
| Frédéric Lemoine                                                                                                  | Korlát           | 8,500     | 105.      | kiesett  | kiesett  |
| Frédéric Lemoine                                                                                                  | Nyújtó           | 18,725    | 51.*      | kiesett  | kiesett  |
| Frédéric Lemoine                                                                                                  | Gyűrű            | 18,787    | 46.       | kiesett  | kiesett  |
| Frédéric Lemoine                                                                                                  | Lólengés         | 18,425    | 66.*      | kiesett  | kiesett  |
| Frédéric Lemoine                                                                                                  | Egyéni összetett | 92,287    | 85.       | kiesett  | kiesett  |
| Éric Poujade | Talaj            | 9,350     | 102.      | kiesett  | kiesett  |
| Éric Poujade | Ugrás            | 18,837    | 51.*      | kiesett  | kiesett  |
| Éric Poujade | Korlát           | 18,800    | 40.*      | kiesett  | kiesett  |
| Éric Poujade | Nyújtó           | 18,412    | 66.       | kiesett  | kiesett  |
| Éric Poujade | Lólengés         | 19,437    | 4.        | 9,350    | 7.       |
| Éric Poujade | Egyéni összetett | 84,836    | 93.       | kiesett  | kiesett  |
| Sébastien Darrigade                                                                                               | Talaj            | 9,300     | 103.      | kiesett  | kiesett  |
| Sébastien Darrigade                                                                                               | Ugrás            | 9,450     | 99.*      | kiesett  | kiesett  |
| Sébastien Darrigade                                                                                               | Korlát           | 19,025    | 20.*      | kiesett  | kiesett  |
| Sébastien Darrigade                                                                                               | Nyújtó           | 9,512     | 100.      | kiesett  | kiesett  |
| Sébastien Darrigade                                                                                               | Gyűrű            | 18,575    | 60.***    | kiesett  | kiesett  |
| Sébastien Darrigade                                                                                               | Lólengés         | 18,300    | 69.       | kiesett  | kiesett  |
| Sébastien Darrigade                                                                                               | Egyéni összetett | 84,162    | 94.       | kiesett  | kiesett  |
| Thiérry Aymes | Talaj            | 19,324    | 8.*       | 9,750    | 4.*      |
| Thiérry Aymes | Ugrás            | 18,575    | 76.****   | kiesett  | kiesett  |
| Thiérry Aymes | Korlát           | 9,537     | 97.       | kiesett  | kiesett  |
| Thiérry Aymes | Nyújtó           | 9,650     | 96.       | kiesett  | kiesett  |
| Thiérry Aymes | Gyűrű            | 18,275    | 78.*      | kiesett  | kiesett  |
| Thiérry Aymes | Egyéni összetett | 75,361    | 102.      | kiesett  | kiesett  |
| Patrice Casimir Sébastien Tayac Frédérick Nicolas Frédéric Lemoine Éric Poujade Sébastien Darrigade Thiérry Aymes | Csapat összetett |           |           | kiesett  | kiesett  |

Női
| Versenyző                                                                                                | Versenyszám      | Selejtező | Selejtező | Döntő    | Döntő    |
| Versenyző                                                                                                | Versenyszám      | Pontszám  | Helyezés  | Pontszám | Helyezés |
| --- | ---------------- | --------- | --------- | -------- | -------- |
| Isabelle Severino                                                                                        | Talaj            | 19,337    | 21.*      | kiesett  | kiesett  |
| Isabelle Severino                                                                                        | Ugrás            | 18,912    | 44.       | kiesett  | kiesett  |
| Isabelle Severino                                                                                        | Felemás korlát   | 19,387    | 19.*      | kiesett  | kiesett  |
| Isabelle Severino                                                                                        | Gerenda          | 18,537    | 44.       | kiesett  | kiesett  |
| Isabelle Severino                                                                                        | Egyéni összetett | 76,173    | 26.       | 38,524   | 13.      |
| Elvire Teza                                                                                              | Talaj            | 19,174    | 34.***    | kiesett  | kiesett  |
| Elvire Teza                                                                                              | Ugrás            | 18,762    | 55.**     | kiesett  | kiesett  |
| Elvire Teza                                                                                              | Felemás korlát   | 19,449    | 15.       | kiesett  | kiesett  |
| Elvire Teza                                                                                              | Gerenda          | 18,412    | 49.       | kiesett  | kiesett  |
| Elvire Teza                                                                                              | Egyéni összetett | 75,797    | 33.       | 38,454   | 16.      |
| Ludivine Furnon                                                                                          | Talaj            | 19,400    | 19.       | kiesett  | kiesett  |
| Ludivine Furnon                                                                                          | Ugrás            | 19,137    | 31.*      | kiesett  | kiesett  |
| Ludivine Furnon                                                                                          | Felemás korlát   | 19,112    | 40.**     | kiesett  | kiesett  |
| Ludivine Furnon                                                                                          | Gerenda          | 17,825    | 69.       | kiesett  | kiesett  |
| Ludivine Furnon                                                                                          | Egyéni összetett | 75,474    | 35.       | 38,243   | 19.*     |
| Émilie Volle                                                                                             | Talaj            | 18,949    | 50.*      | kiesett  | kiesett  |
| Émilie Volle                                                                                             | Ugrás            | 18,674    | 65.       | kiesett  | kiesett  |
| Émilie Volle                                                                                             | Felemás korlát   | 19,112    | 40.**     | kiesett  | kiesett  |
| Émilie Volle                                                                                             | Gerenda          | 18,600    | 40.       | kiesett  | kiesett  |
| Émilie Volle                                                                                             | Egyéni összetett | 75,335    | 36.       | kiesett  | kiesett  |
| Cécile Canqueteau                                                                                        | Talaj            | 19,187    | 31.**     | kiesett  | kiesett  |
| Cécile Canqueteau                                                                                        | Ugrás            | 18,575    | 74.       | kiesett  | kiesett  |
| Cécile Canqueteau                                                                                        | Felemás korlát   | 18,662    | 59.*      | kiesett  | kiesett  |
| Cécile Canqueteau                                                                                        | Gerenda          | 18,037    | 66.       | kiesett  | kiesett  |
| Cécile Canqueteau                                                                                        | Egyéni összetett | 74,461    | 45.       | kiesett  | kiesett  |
| Orélie Troscompt                                                                                         | Talaj            | 18,587    | 68.       | kiesett  | kiesett  |
| Orélie Troscompt                                                                                         | Ugrás            | 18,475    | 79.       | kiesett  | kiesett  |
| Orélie Troscompt                                                                                         | Egyéni összetett | 37,062    | 99.       | kiesett  | kiesett  |
| Laure Gély                                                                                               | Felemás korlát   | 18,812    | 56.       | kiesett  | kiesett  |
| Laure Gély                                                                                               | Gerenda          | 17,750    | 71.       | kiesett  | kiesett  |
| Laure Gély                                                                                               | Egyéni összetett | 36,562    | 100.      | kiesett  | kiesett  |
| Isabelle Severino Elvire Teza Ludivine Furnon Émilie Volle Cécile Canqueteau Orélie Troscompt Laure Gély | Csapat összetett |           |           | 187,094  | 8.       |

### Ritmikus gimnasztika
| Versenyző                                                                                           | Versenyszám | Selejtező | Selejtező | Elődöntő | Elődöntő | Döntő  | Döntő    |
| Versenyző                                                                                           | Versenyszám | Pont      | Hely.     | Pont     | Hely.    | Pont   | Helyezés |
| --------------------------------------------------------------------------------------------------- | ----------- | --------- | --------- | -------- | -------- | ------ | -------- |
| Eva Serrano                                                                                         | Egyéni      | 38,148    | 7.        | 38,615   | 8.       | 38,816 | 6.       |
| Charlotte Camboulives Caroline Chimot Sylvie Didone Audrey Grosclaude Frédérique Léhon Nadia Mimoun | Csapat      | 38,233    | 5.        |          |          | 38,199 | 4.       |

* - egy másik versenyzővel azonos eredményt ért el

** - két másik versenyzővel azonos eredményt ért el

*** - három másik versenyzővel azonos eredményt ért el

**** - négy másik versenyzővel azonos eredményt ért el

## Úszás
Férfi
| Versenyző                                                           | Versenyszám            | Előfutam | Előfutam | Előfutam | Döntő   | Döntő   | Döntő   | Helyezés |
| Versenyző                                                           | Versenyszám            | Idő      | Hely.    | Össz.    | Típus   | Idő     | Hely.   | Helyezés |
| ------------------------------------------------------------------- | ---------------------- | -------- | -------- | -------- | ------- | ------- | ------- | -------- |
| Christophe Kalfayan                                                 | 50 m gyors             | 22,83    | 6.       | 14.      | B       | 22,96   | 6.*     | 14.*     |
| Nicolas Gruson                                                      | 100 m gyors            | 50,71    | 5.       | 23.      | kiesett | kiesett | kiesett | kiesett  |
| Christophe Bordeau                                                  | 200 m gyors            | 1:52,17  | 7.       | 24.      | kiesett | kiesett | kiesett | kiesett  |
| Yann de Fabrique                                                    | 400 m gyors            | 3:55,42  | 5.       | 14.      | B       | 3:56,46 | 7.      | 15.      |
| Yann de Fabrique                                                    | 1500 m gyors           | 15:40,49 | 7.       | 17.      | kiesett | kiesett | kiesett | kiesett  |
| Peirrick Chavatte Ludovic Dépickère Nicolas Gruson Frédéric Lefèvre | 4 × 100 m gyorsváltó   | 3:21,79  | 4.       | 11.      | kiesett | kiesett | kiesett | kiesett  |
| Yann de Fabrique Lionel Poirot Bruno Orsoni Christophe Bordeau      | 4 × 200 m gyorsváltó   | 7:22,98  | 3.       | 6.       | A       | 7:24,85 | 8.      | 8.       |
| Franck Schott                                                       | 100 m hát              | 55,77    | 3.       | 7.       | A       | 55,76   | 8.      | 8.       |
| Vladimir Latocha                                                    | 100 m mell             | 1:02,80  | 5.       | 17.      | B       | 1:02,28 | 1.      | 9.       |
| Jean-Christophe Sarnin                                              | 200 m mell             | 2:15,27  | 3.       | 9.       | B       | 2:16,26 | 6.      | 14.      |
| Stéphan Perrot                                                      | 200 m mell             | 2:18,58  | 6.       | 23.      | kiesett | kiesett | kiesett | kiesett  |
| Franck Esposito                                                     | 100 m pillangó         | 53,77    | 3.       | 12.      | B       | 54,02   | 6.      | 14.      |
| Franck Esposito                                                     | 200 m pillangó         | 1:58,79  | 4.       | 7.       | A       | 1:58,10 | 4.      | 4.       |
| David Abrard                                                        | 200 m pillangó         | 2:00,60  | 6.       | 16.      | B       | 2:01,25 | 7.      | 15.      |
| Xavier Marchand                                                     | 200 m vegyes           | 2:03,17  | 2.       | 8.       | A       | 2:04,29 | 8.      | 8.       |
| Franck Esposito Nicolas Gruson Vladimir Latocha Franck Schott       | 4 × 100 m vegyes váltó | 3:42,94  | 3.       | 11.      | kiesett | kiesett | kiesett | kiesett  |

Női
| Versenyző                                                       | Versenyszám            | Előfutam | Előfutam | Előfutam | Döntő   | Döntő   | Döntő   | Helyezés |
| Versenyző                                                       | Versenyszám            | Idő      | Hely.    | Össz.    | Típus   | Idő     | Hely.   | Helyezés |
| --------------------------------------------------------------- | ---------------------- | -------- | -------- | -------- | ------- | ------- | ------- | -------- |
| Casey Legler                                                    | 50 m gyors             | 26,52    | 8.       | 29.*     | kiesett | kiesett | kiesett | kiesett  |
| Solenne Figuès                                                  | 100 m gyors            | 56,90    | 6.       | 20.      | kiesett | kiesett | kiesett | kiesett  |
| Solenne Figuès                                                  | 200 m gyors            | 2:02,74  | 6.       | 14.      | B       | 2:01,47 | 4.      | 12.      |
| Laëtitia Choux                                                  | 400 m gyors            | 4:21,39  | 1.       | 24.      | kiesett | kiesett | kiesett | kiesett  |
| Jacqueline Delord Solenne Figuès Casey Legler Marianne Le Verge | 4 × 100 m gyorsváltó   | 3:48,30  | 4.       | 10.      | kiesett | kiesett | kiesett | kiesett  |
| Laëtitia Choux Solenne Figuès Marianne Le Verge Hélène Ricardo  | 4 × 200 m gyorsváltó   | 8:18,90  | 4.       | 14.      | kiesett | kiesett | kiesett | kiesett  |
| Hélène Ricardo                                                  | 100 m hát              | 1:04,03  | 5.       | 19.      | kiesett | kiesett | kiesett | kiesett  |
| Hélène Ricardo                                                  | 200 m hát              | 2:14,18  | 4.*      | 10.*     | B       | 2:16,29 | 7.      | 15.      |
| Karine Brémond                                                  | 100 m mell             | 1:11,80  | 8.       | 25.      | kiesett | kiesett | kiesett | kiesett  |
| Karine Brémond                                                  | 200 m mell             | 2:36,26  | 1.       | 29.      | kiesett | kiesett | kiesett | kiesett  |
| Cécile Jeanson                                                  | 100 m pillangó         | 1:01,58  | 6.       | 16.      | B       | 1:01,20 | 5.      | 13.      |
| Cécile Jeanson                                                  | 200 m pillangó         | 2:13,58  | 2.       | 11.      | B       | 2:12,99 | 2.      | 10.      |
| Nadège Cliton                                                   | 200 m vegyes           | 2:25,25  | 8.       | 36.      | kiesett | kiesett | kiesett | kiesett  |
| Nadège Cliton                                                   | 400 m vegyes           | 5:06,46  | 8.       | 31.      | kiesett | kiesett | kiesett | kiesett  |
| Karine Brémond Solenne Figuès Cécile Jeanson Hélène Ricardo     | 4 × 100 m vegyes váltó | 4:15,69  | 6.       | 16.      | kiesett | kiesett | kiesett | kiesett  |

* - egy másik versenyzővel azonos eredményt ért el

## Vitorlázás
Férfi
| Versenyző                             | Versenyszám     | Futam | Futam | Futam | Futam | Futam | Futam | Futam | Futam | Futam | Futam | Futam | Pontszám | Helyezés |
| Versenyző                             | Versenyszám     | 1     | 2     | 3     | 4     | 5     | 6     | 7     | 8     | 9     | 10    | 11    | Pontszám | Helyezés |
| ------------------------------------- | --------------- | ----- | ----- | ----- | ----- | ----- | ----- | ----- | ----- | ----- | ----- | ----- | -------- | -------- |
| Jean-Max de Chavigny                  | Szörfvitorlázás | 7     | 5     | (10)  | 1     | (14)  | 5     | 2     | 7     | 10    |       |       | 37,0     | 5.       |
| Philippe Presti                       | Finn dingi      | 6     | 13    | (19)  | 3     | 13    | 15    | 6     | (19)  | 18    | 13    |       | 87,0     | 15.      |
| Jean-François Berthet Gwenaël Berthet | 470-es osztály  | 16    | 6     | 9     | (28)  | 15    | (23)  | 3     | 2     | 17    | 3     | 0     | 72,0     | 6.       |

Női
| Versenyző                        | Versenyszám     | Futam | Futam | Futam | Futam | Futam | Futam | Futam | Futam | Futam | Futam | Futam | Pontszám | Helyezés |
| Versenyző                        | Versenyszám     | 1     | 2     | 3     | 4     | 5     | 6     | 7     | 8     | 9     | 10    | 11    | Pontszám | Helyezés |
| -------------------------------- | --------------- | ----- | ----- | ----- | ----- | ----- | ----- | ----- | ----- | ----- | ----- | ----- | -------- | -------- |
| Maud Herbert                     | Szörfvitorlázás | 8     | 1     | (17)  | 8     | 1     | 9     | (11)  | 10    | 9     |       |       | 46,0     | 8.       |
| Florence Lebrun Annabel Chaulvin | 470-es osztály  | 13    | 13    | (23)  | 12    | 7     | 5     | (19)  | 14    | 13    | 11    |       | 98,0     | 15.      |

Nyílt
| Versenyző                         | Versenyszám | Futam | Futam | Futam | Futam | Futam | Futam | Futam | Futam | Futam | Futam | Futam | Pontszám | Helyezés |
| Versenyző                         | Versenyszám | 1     | 2     | 3     | 4     | 5     | 6     | 7     | 8     | 9     | 10    | 11    | Pontszám | Helyezés |
| --------------------------------- | ----------- | ----- | ----- | ----- | ----- | ----- | ----- | ----- | ----- | ----- | ----- | ----- | -------- | -------- |
| Guillaume Florent                 | Laser       | 7     | 17    | 14    | 12    | (25)  | 21    | 21    | 8     | 14    | 22    | (57*) | 136,0    | 15.      |
| Frédéric le Peutrec Franck Citeau | Tornádó     | 8     | 1     | 3     | 7     | 8     | 4     | 5     | (11)  | 4     | 6     | (9)   | 46,0     | 6.       |

* - kizárták
| Versenyző                                  | Versenyszám | Futam | Futam | Futam | Futam | Futam | Futam | Futam | Futam | Futam | Futam | Futam | Futam | Negyeddöntő       | Elődöntő          | Döntő             | Helyezés |
| Versenyző                                  | Versenyszám | 1     | 2     | 3     | 4     | 5     | 6     | 7     | 8     | 9     | 10    | Pont  | Hely. | Ellenfél Eredmény | Ellenfél Eredmény | Ellenfél Eredmény | Helyezés |
| ------------------------------------------ | ----------- | ----- | ----- | ----- | ----- | ----- | ----- | ----- | ----- | ----- | ----- | ----- | ----- | ----------------- | ----------------- | ----------------- | -------- |
| Marc Bouet Sylvain Chtounder Gildas Morvan | Soling      | 11    | (23)  | 6     | (17)  | 9     | 13    | 10    | 7     | 3     | 10    | 69    | 11.   | kiesett           | kiesett           | kiesett           | 11.      |

## Vívás
Férfi
| Versenyző                                          | Versenyszám       | Selejtező         | 32-es főtábla                           | Nyolcaddöntő                        | Negyeddöntő                                                                  | Elődöntő                                                                                | Bronz- mérkőzés                                                                                | Döntő                            | Helyezés |
| Versenyző                                          | Versenyszám       | Ellenfél Eredmény | Ellenfél Eredmény                       | Ellenfél Eredmény                   | Ellenfél Eredmény                                                            | Ellenfél Eredmény                                                                       | Ellenfél Eredmény                                                                              | Ellenfél Eredmény                | Helyezés |
| -------------------------------------------------- | ----------------- | ----------------- | --------------------------------------- | ----------------------------------- | ---------------------------------------------------------------------------- | --------------------------------------------------------------------------------------- | ---------------------------------------------------------------------------------------------- | -------------------------------- | -------- |
| Lionel Plumenail                                   | Tőr, egyéni       | erőnyerő          | Michael Ludwig (AUT) · 15–12            | Vlagyiszlav Pavlovics (RUS) · 15–12 | Szerhij Holubickij (UKR) · 15–13                                             | Wolfgang Wienand (GER) · 15–9                                                           |                                                                                                | Alessandro Puccini (ITA) · 12–15 |          |
| Franck Boidin                                      | Tőr, egyéni       | erőnyerő          | Csong Szugi (Jeong Su-gi) (KOR) · 15–14 | Javier García (ESP) · 15–12         | Philippe Omnès (FRA) · 15–11                                                 | Alessandro Puccini (ITA) · 13–15                                                        | Wolfgang Wienand (GER) · 15–11                                                                 |                                  |          |
| Philippe Omnès                                     | Tőr, egyéni       | erőnyerő          | Vjacseszlav Grigorjev (KAZ) · 15–4      | Elvis Gregory (CUB) · 15–14         | Franck Boidin (FRA) · 11–15                                                  | kiesett                                                                                 | kiesett                                                                                        | kiesett                          | 7.       |
| Jean-Michel Henry                                  | Párbajtőr, egyéni | erőnyerő          | Gheorghe Epurescu (ROU) · 15–9          | Mauricio Rivas (COL) · 15–11        | Alekszandr Beketov (RUS) · 13–15                                             | kiesett                                                                                 | kiesett                                                                                        | kiesett                          | 6.       |
| Éric Srecki                                        | Párbajtőr, egyéni | erőnyerő          | César González (ESP) · 15–11            | Alekszandr Beketov (RUS) · 10–15    | kiesett                                                                      | kiesett                                                                                 | kiesett                                                                                        | kiesett                          | 9.       |
| Robert Leroux                                      | Párbajtőr, egyéni | erőnyerő          | Tamir Bloom (USA) · 15–9                | Kaido Kaaberma (EST) · 14–15        | kiesett                                                                      | kiesett                                                                                 | kiesett                                                                                        | kiesett                          | 12.      |
| Damien Touya                                       | Kard, egyéni      | erőnyerő          | Volodimir Kaljuzsnij (UKR) · 15–11      | Jean-Philippe Daurelle (FRA) · 15–7 | Rafał Sznajder (POL) · 15–12                                                 | Szergej Sarikov (RUS) · 14–15                                                           | Navarrete József (HUN) · 15–7                                                                  |                                  |          |
| Jean-Philippe Daurelle                             | Kard, egyéni      | erőnyerő          | Antonio García (ESP) · 15–9             | Damien Touya (FRA) · 7–15           | kiesett                                                                      | kiesett                                                                                 | kiesett                                                                                        | kiesett                          | 12.      |
| Franck Ducheix                                     | Kard, egyéni      | erőnyerő          | Janusz Olech (POL) · 15–11              | Felix Becker (GER) · 8–15           | kiesett                                                                      | kiesett                                                                                 | kiesett                                                                                        | kiesett                          | 13.      |
| Jean-Michel Henry Robert Leroux Éric Srecki        | Párbajtőr, csapat |                   |                                         |                                     | Spanyolország (ESP) · Oscar Fernández · César González · Raúl Maroto · 45–38 | Oroszország (RUS) · Alekszandr Beketov · Pavel Kolobkov · Valerij Zaharevics · 42–45    | Németország (GER) · Elmar Borrmann · Arnd Schmitt · Marius Strzalka · 45–42                    |                                  |          |
| Damien Touya Franck Ducheix Jean-Philippe Daurelle | Kard, csapat      |                   |                                         |                                     | Lengyelország (POL) · Janusz Olech · Norbert Jaskot · Rafał Sznajder · 42–45 | Az 5–8. helyért · Románia (ROU) · Florin Lupeică · Mihai Covaliu · Vilmoş Szabo · 45–39 | Az 5. helyért · Spanyolország (ESP) · Antonio García · Fernando Medina · Raúl Peinador · 45–41 |                                  | 5.       |

Női
| Versenyző                                                                 | Versenyszám       | Selejtező         | 32-es főtábla                         | Nyolcaddöntő                         | Negyeddöntő                                                                  | Elődöntő                                                                        | Bronz- mérkőzés                                                                                      | Döntő                                                                     | Helyezés |
| Versenyző                                                                 | Versenyszám       | Ellenfél Eredmény | Ellenfél Eredmény                     | Ellenfél Eredmény                    | Ellenfél Eredmény                                                            | Ellenfél Eredmény                                                               | Ellenfél Eredmény                                                                                    | Ellenfél Eredmény                                                         | Helyezés |
| ------------------------------------------------------------------------- | ----------------- | ----------------- | ------------------------------------- | ------------------------------------ | ---------------------------------------------------------------------------- | ------------------------------------------------------------------------------- | --- | ------------------------------------------------------------------------- | -------- |
| Laurence Modaine-Cessac                                                   | Tőr, egyéni       | erőnyerő          | Olga Sarkova-Szidorova (RUS) · 15–14  | Diana Bianchedi (ITA) · 15–0         | Monika Weber-Koszto (GER) · 15–14                                            | Valentina Vezzali (ITA) · 7–15                                                  | Giovanna Trillini (ITA) · 9–15                                                                       |                                                                           | 4.       |
| Adeline Wuillème                                                          | Tőr, egyéni       | erőnyerő          | Reka Zsofia Lazăr-Szabo (ROU) · 15–12 | Laura Cârlescu-Badea (ROU) · 6–15    | kiesett                                                                      | kiesett                                                                         | kiesett                                                                                              | kiesett                                                                   | 14.      |
| Clothilde Magnan                                                          | Tőr, egyéni       | erőnyerő          | Ann Marsh (USA) · 9–15                | kiesett                              | kiesett                                                                      | kiesett                                                                         | kiesett                                                                                              | kiesett                                                                   | 23.      |
| Laura Flessel-Colovic                                                     | Párbajtőr, egyéni | erőnyerő          | Laura Chiesa (ITA) · 15–10            | Viktorija Tyitova (UKR) · 15–11      | Hormay Adrienn (HUN) · 15–12                                                 | Szalay Gyöngyi (HUN) · 15–10                                                    | | Valérie Barlois-Mevel-Leroux (FRA) · 15–12                                |          |
| Valérie Barlois-Mevel-Leroux                                              | Párbajtőr, egyéni | erőnyerő          | Helena Elinder (SWE) · 15–3           | Gianna Hablützel-Bürki (SUI) · 15–14 | Nagy Tímea (HUN) · 15–9                                                      | Margherita Zalaffi (ITA) · 15–6                                                 | | Laura Flessel-Colovic (FRA) · 12–15                                       |          |
| Sophie Moressée-Pichot                                                    | Párbajtőr, egyéni | erőnyerő          | Yan Jing (CHN) · 15–14                | Eva-Maria Ittner (GER) · 10–15       | kiesett                                                                      | kiesett                                                                         | kiesett                                                                                              | kiesett                                                                   | 10.      |
| Adeline Wuillème Clothilde Magnan Laurence Modaine-Cessac                 | Tőr, csapat       |                   |                                       |                                      | Magyarország (HUN) · Mohamed Aida · Lantos Gabriella · Jánosi Zsuzsa · 26–45 | Az 5–8. helyért · Kína (CHN) · Liang Jun · Wang Huifeng · Xiao Aihua · 45–44    | Az 5. helyért · Oroszország (RUS) · Olga Sarkova-Szidorova · Olga Velicsko · Szvetlana Bojko · 45–44 |                                                                           | 5.       |
| Laura Flessel-Colovic Sophie Moressée-Pichot Valérie Barlois-Mevel-Leroux | Párbajtőr, csapat |                   |                                       |                                      | Kuba (CUB) · Milagros Palma · Mirayda García · Tamara Esteri · 45–35         | Oroszország (RUS) · Karina Aznavurjan · Marija Mazina · Julija Garajeva · 45–39 | | Olaszország (ITA) · Elisa Uga · Laura Chiesa · Margherita Zalaffi · 45–33 |          |